# Fernando Alonso
Fernando Alonso Díaz (* 29. července 1981 Oviedo) je španělský automobilový závodník, pilot Formule 1, dvojnásobný mistr světa z let 2005 a 2006.
Žije v rodném Oviedu, kam se vrátil v zimě roku 2010 ze švýcarského Lugana, aby byl blíže rodině a přátelům. Tento přesun ho ovšem přišel na daních na 50 mil. liber.
Dne 25. září 2005 se ve 24 letech a 58 dnech stal nejmladším mistrem světa v historii Formule 1, čímž překonal rekord Emersona Fittipaldiho z roku 1972 (v dalších letech byl tento rekord překonán Lewisem Hamiltonem a Sebastianem Vettelem). Jeho přezdívka je Magic Alonso. Kromě rodné španělštiny mluví také anglicky a italsky. Alonso je aktuálně nejstarším jezdcem Formule 1.
Celkem ve Formuli 1 vyhrál 32 závodů, získal 22 pole position, zajel 26 nejrychlejších kol a 106krát skončil mezi třemi nejlepšími. S Aston Martinem má uzavřenou smlouvu do roku 2026.

## Osobní život
Fernando Alonso se narodil 29. července 1981 v Oviedu, v provincii Asturie, v severním Španělsku. Jeho matka pracovala v obchodním domě a jeho otec byl zaměstnán jako expert na výbušniny v těžebním průmyslu.
Alonso má starší sestru Lorenu. Alonsův otec José Luis byl amatérským motokárovým jezdcem a přál si, aby jeho děti pokračovaly v jeho stopách. Sestrojil jim motokáru, nejprve určenou pro tehdy osmiletou Lorenu, která ale o motokáry příliš zájem nejevila, oproti tříletému Fernandovi.
Fernando se 17. listopadu 2006 oženil s Raquel del Rosario Macías, zpěvačkou španělské popové skupiny El Sueňo de Morfeo.

## Kariéra před formulí 1
Jako dítě objížděl Fernando se svým otcem, který mu byl rovněž mechanikem, motokárové závody po Španělsku. Alonsova rodina neměla příliš peněz, ale Fernandovy výsledky znamenaly, že se o něj zajímali sponzoři a o peníze bylo postaráno.
Fernando čtyřikrát vyhrál Španělský šampionát v juniorské kategorii v letech 1993, 1994, 1995 a 1996. Také vyhrál Juniorský světový pohár v roce 1996. Dále vyhrál Španělský a Italský Inter-A titul v roce 1997 a skončil druhý v Evropském šampionátu roku 1998. V témže roce znovu vyhrál Španělský Inter-A titul.
Bývalý formulový jezdec týmu Minardi, Adrián Campos, dal v říjnu 1998 Fernandovi šanci vyzkoušet si závodní vůz. Po třech dnech testování měl Alonso srovnatelné časy s Camposovým předchozím závodníkem Marcem Geném. Campos poté dal Fernandovi šanci závodit pro něj roku 1999 ve Španělské Formuli Nissan.
Hned ve druhém závodě Alonso zvítězil. Bylo to na okruhu Albecete, kde v roce 1998 testoval. V posledním závodě potřeboval Alonso vyhrát a zajet nejrychlejší kolo, aby porazil Manuela Giaoa, který s ním soupeřil o titul. To se Alonsovi podařilo a titul získal. Alonso se poté chopil příležitosti testovat tým Minardi ve formuli 1. Tam si ho všiml sportovní ředitel Cesare Fiorio, když Fernando zajížděl o 1,5 sekundy rychlejší časy než ostatní jezdci, kteří testovali pro Minardi.
Následující sezónu se Alonso dostal do Formule 3000, která obvykle byla posledním krokem před vstupem do Formule 1. Alonso se připojil k týmu Astromega a v tomto roce byl také nejmladším pilotem (o 11 měsíců), který ve formuli 3000 závodil.
V prvních sedmi závodech nezískal Alonso ani bod, avšak v posledních dvou závodech skončil jednou druhý a jednou vyhrál. Celkově skončil čtvrtý za Brunem Junqueirou, Nicolasem Minassianem a Markem Webberem.

## Formule 1

### 2001: Minardi
Alonso byl třetím nejmladším pilotem, který kdy ve formuli 1 startoval, když si odbyl svůj debut v Minardi 4. března 2001 na australském okruhu v Melbourne. Minardi odstartovalo do nové sezóny s novým vlastníkem Paulem Stoddartem a také s novým vozem Minardi PS01. Alonso se ukázal jako rychlý pilot hned ve své první kvalifikaci, kde porazil týmového kolegu Tarso Marquese o 2,6 sekundy. Už ve čtvrté kvalifikaci v Imole porazil oba Benettony, což zopakoval i v další části sezóny.
Za své výkony v roce 2001 si ho začínaly všímat i lepší týmy. V září 2001 po závodech v Evropě se Sauber poohlížel po jezdci, který by nahradil odcházejícího Kimiho Räikkönena. Sauber se ale též zajímal o Felipeho Massu, nadějného Brazilce a též o testovacího jezdce Jaguaru Andre Lotterera. O měsíc později bylo potvrzeno, že v roce 2002 usedne do kokpitu Sauberu Felipe Massa.
V září téhož roku začal Alonsův manažer Flavio Briatore plánovat, že by Fernando mohl jezdit za Benetton. Briatore zvažoval, že by v roce 2002 mohl Alonso nahradit Jensona Buttona, ale nakonec se rozhodl, že Alonso bude oficiálním testovacím jezdcem Renaultu pro rok 2002. V posledním závodě roku 2001 v Suzuce skončil Alonso jedenáctý, tenkrát pět míst za bodovaným umístěním. Ale porazil Heinze-Haralda Frentzena (z týmu Prost), Oliviera Panise (BAR), oba jezdce týmu Arrows a Alexe Yoonga, který nahradil v Minardi Tarsa Marquese.

### 2002–2006: Renault

#### 2002–2003
Alonso se v roce 2002 stal testovacím jezdcem týmu Renault (dříve Benetton) a najezdil za celý rok 1642 kol. Také testoval pro tým Jaguar. V roce 2003 Briatore propustil Buttona a Alonsa posadil do druhého vozu vedle jedničky týmu Jarna Trulliho.
Španěl se stal v roce 2003 nejmladším jezdcem, který získal pole position, na okruhu v Malajsii. V závodě v Brazílii měl Alonso těžkou nehodu, kde v dvousetkilometrové rychlosti havaroval, když vrazil do zbytků vozu Marka Webbera, který havaroval těsně před ním. Závod byl poté zastaven. O dva závody později skončil Alonso při své domácí Grand Prix Španělska druhý a poté se stal nejmladším jezdcem, který vyhrál závod, když zvítězil ve Velké Ceně Maďarska. Celkově skončil v roce 2003 na šestém místě, získal 55 bodů a čtyřikrát stanul na stupních vítězů.

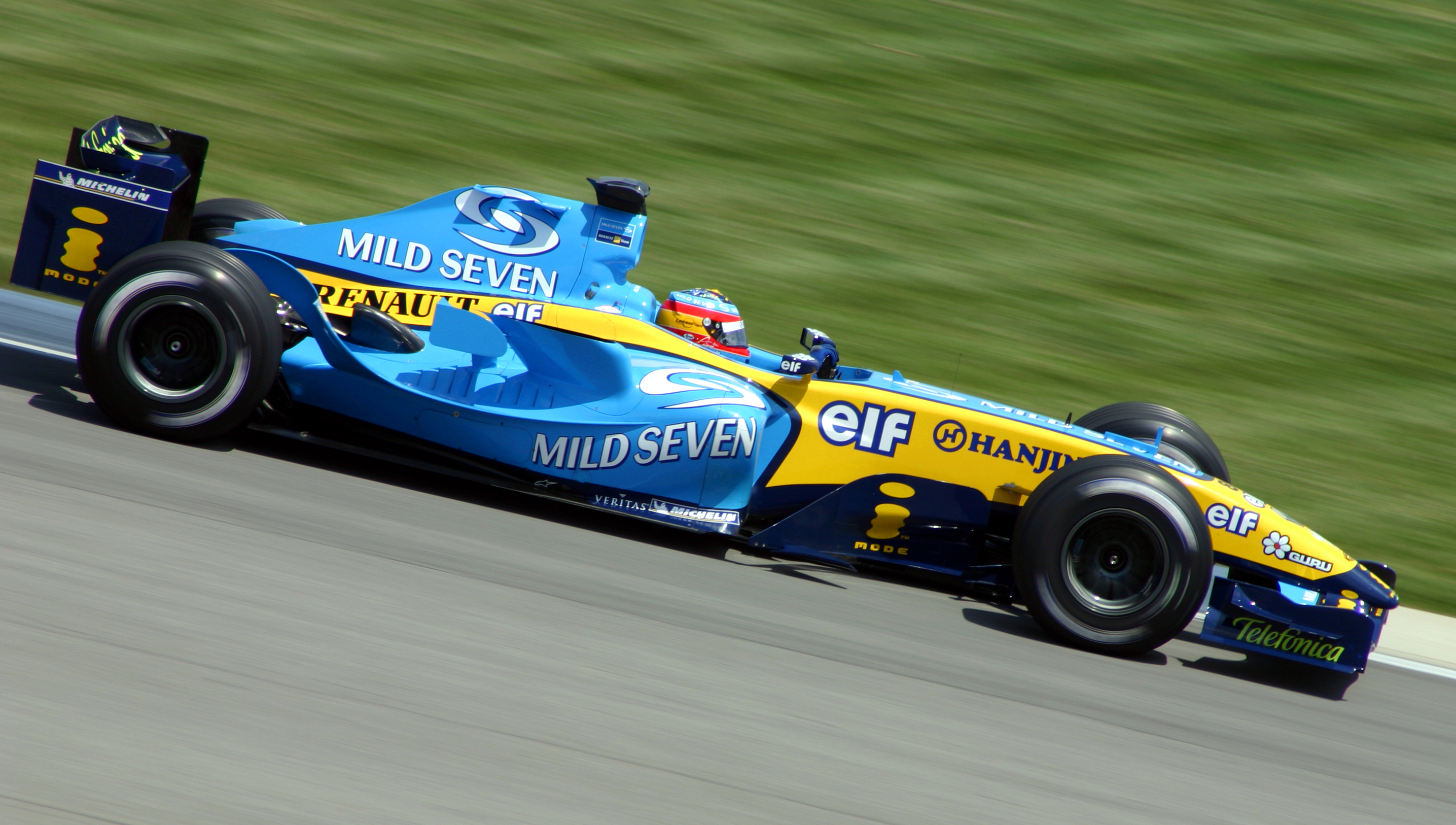
Fernando Alonso ve voze Renault F1 Team při Grand Prix USA 2004.

#### 2004
Alonso zůstal u Renaultu i pro rok 2004. Po začátku sezóny byl Alonso trochu zpochybňován, když byl v kvalifikacích většinou porážen stájovým kolegou Jarnem Trullim. Alonso předvedl slušný výkon ve velké ceně Francie, kde získal nejdříve pole position a o vítězství ho nakonec připravila jen fantastická taktika Ferrari a Michaela Schumachera se čtyřmi zastávkami. Naopak Trulliho výsledky se začaly zhoršovat a tak ho Renault propustil a místo něj posadil do závodní sedačky šampióna z roku 1997, Jacquese Villeneuva. Alonso nakonec v šampionátu skončil čtvrtý s 59 body.

#### 2005
V roce 2005 se k týmu Renault připojil Ital Giancarlo Fisichella. Alonso si vybojoval cestu k vrcholu v prvním závodě v Austrálii, kde skončil třetí po startu ze zadních pozic.
V druhém závodě v Malajsii si vyjel pole position a závod vyhrál. Stejně tak dopadl i v závodě v Bahrajnu. Také vyhrál závod v San Marinu po 13 kolové bitvě se sedminásobným šampiónem Michaelem Schumacherem. Ve Španělské Velké Ceně skončil Fernando druhý za Kimim Räikkönenem.
Zlepšující se McLaren s Räikkönenem dokázal vyhrát i v Monaku, kde skončil Alonso až čtvrtý po problémech s pneumatikami. Jeden z nejzajímavějších momentů sezóny se odehrál při Grand Prix Evropy, kdy v posledním kole odstoupil Räikkönen po problémech s pneumatikou a Alonsovi spadlo vítězství vyloženě do klína.

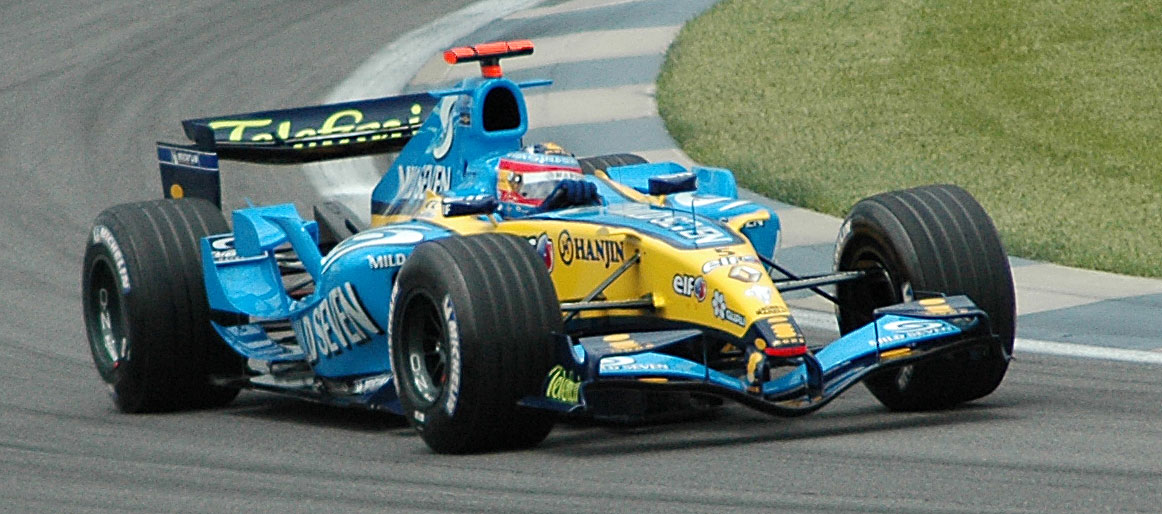
Alonso při Grand Prix USA 2005.

V Kanadské Grand Prix udělal Alonso chybu a ve Villeneuvově zatáčce skončil ve zdi. Trochu se na tom podepsal i tlak, který na něj vyvíjely v závodě oba McLareny Juana Pabla Montoyi a Kimiho Räikkönena. Ve Velké Ceně USA po doporučení Michelinu Alonso stejně jako všichni jezdci na těchto pneumatikách nestartoval.
Třetí pole position a páté vítězství si Alonso připsal ve Velké Ceně Francie. Nejrychlejší v kvalifikaci byl i o týden později v Britské Velké Ceně, dojel však druhý za Montoyou. Špatná spolehlivost McLarenů garantovala Alonsovi vítězství v Grand Prix Německa, kde Räikkönen odstoupil po potížích s hydraulikou. Dva dny před Grand Prix Maďarska oslavil Fernando své 24. narozeniny. Závod ale pro něj moc dobrý nebyl. Kvalifikoval se jako šestý a v závodě skončil jedenáctý po kolizi s Ralfem Schumacherem v první zatáčce.
V Grand Prix Turecka bral Alonso druhé místo, když v závěru závodu vylétl Montoya mimo trať. V italské Monze byl v kvalifikaci Alonso třetí, v závodě druhý za Montoyou. V Belgické velké ceně dojel Fernando taktéž druhý, když postoupil vzhůru po kolizi Antonia Pizzonii a Juana Pabla Montoyi.
Fernando Alonso vybojoval pole position i ve velké ceně Brazílie, skončil třetí, což mu ale stačilo k zisku titulu mistra světa. Stal se mistrem světa v 24 letech a 58 dnech, čímž překonal rekord Emersona Fittipaldiho. Taktéž ukončil pětiletou dominanci Michaela Schumachera. Alonso vedl šampionát od druhého závodu a poté už před sebe nikoho nepustil. Po zisku titulu uvedl: „Chtěl bych tento titul věnovat mé rodině, a všem blízkým přátelům, kteří mě podporovali v mé kariéře. Španělsko není země s kulturou F1, proto jsme museli bojovat sami za každý krok k zisku tohoto titulu. Velké poděkování patří samozřejmě také týmu, který je nejlepší ve Formuli 1 a se kterým jsme společně všechno zvládli. Bude se říkat, že já jsem šampiónem, ale my všichni jsme šampióni a všichni si to zaslouží“. V květnu 2007 uvedl Alonso pro časopis F1 Racing, že velká cena Brazílie 2005 byla pro něj největším závodem. Řekl: „Byl to sen, který se stal skutečností a také velmi emocionální den. V posledních kolech mi už asi vážně přeskočilo, slyšel jsem hluk z motoru snad všude. Ale všechno bylo v pořádku a já si pamatuji tu úlevu, kterou jsem cítil po projetí cílovou čárou“.
V Japonské a Čínské Velké Ceně už nebyl znát ten opatrný styl, který byl evidentní v Brazílii, kdy Alonso ještě bojoval o titul. Přestože startoval Alonso šestnáctý, skončil v závodě třetí za vítězem závodu Kimim Räikkönenem, který startoval dokonce až sedmnáctý a zvítězil po předjetí Giancarla Fisichelly v posledním kole. V Čínské velké ceně si Renault pojistil vítězství v poháru konstruktérů.
Většina fanoušků F1 prohlašovala, že Kimi Raikkonen byl nejlepším jezdce roku 2005, když vyhrál stejný počet závodů jako Fernando Alonso, neboť McLaren s Räikkönenem se potýkal s problémy se spolehlivostí vozu.
Roku 2005 získal též Fernando Alonso cenu Prince z Asturie za sportovní výsledky.

#### 2006
Alonsova další sezóna v Renaultu odstartovala těsným vítězstvím před Michaelem Schumacherem v Grand Prix Bahrajnu, kde Alonso Schumachera předjel osmnáct kol před cílem po zastávce v boxech. V kvalifikaci byl čtvrtý. V další kvalifikaci v Malajsii měl Alonso problémy s tankováním a startoval ze sedmého místa, a nakonec skončil druhý za svým týmovým kolegou Fisichellou po velmi dobrém startu, kdy předjel hned 4 soupeře. V Australské Velké ceně Alonso vyhrál po předjetí Jensona Buttona na Hondě.
Po nevydařené kvalifikaci v San Marinu, nebyl Alonso schopen předjet Michaela Schumachera v závodě. V podstatě se opakovalo to, co v sezóně 2005, akorát že Němec držel Alonsa za sebou dvakrát delší dobu, než Fernando držel Michaela v loňském závodě. Schumacher se kvalifikoval až čtrnáctý, ale téměř ihned se dostal na špici.
V Grand Prix Evropy si Alonso vyjel pole position před Michaelem Schumacherem, ten ho ale po zastávce v boxech předjel a Fernando se musel spokojit se druhým místem. 14. května 2006 vyhrál Fernando Alonso Grand Prix Španělska a stal se prvním Španělem, který dokázal vyhrát na domácí trati.
Jubilejní 12. vítězství a 12. pole position si Alonso zajistil v Monaku, kde získal první místo v kvalifikaci až po penalizování Michaela Schumachera, který odstavil svůj vůz tak, že nikdo nebyl schopen zajet pořádný čas.

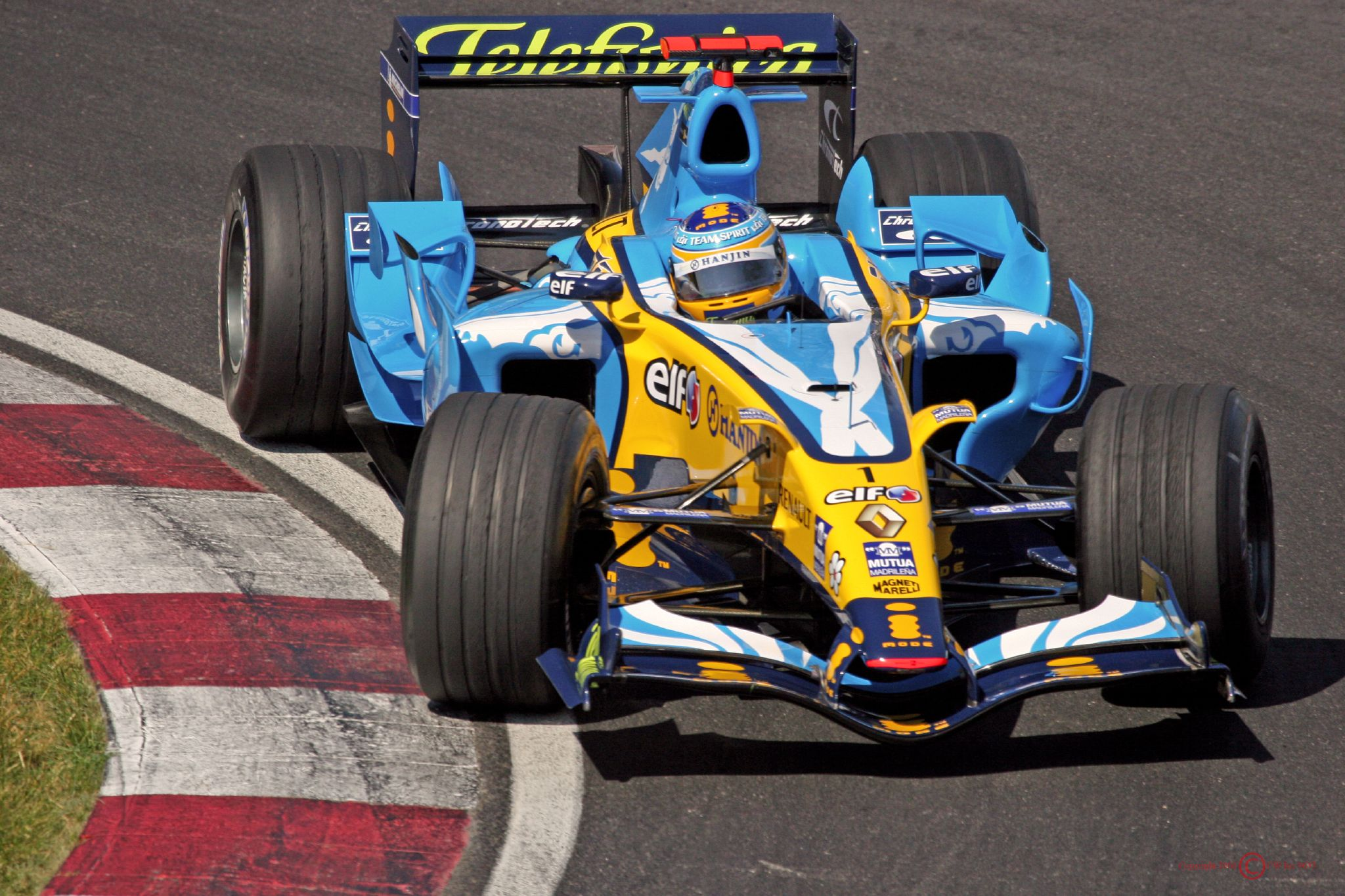
V Grand Prix Kanady 2006 si Alonso vybojoval šesté vítězství v sezóně.

Alonso dominoval i ve Velké ceně Británie, kde opět vyhrál kvalifikaci i závod. Bylo to poprvé, kdy Alonso získal tzv. „triple“, což znamená, že vyhrál kvalifikaci, závod a zajel nejrychlejší kolo v závodě. V Kanadě si vyjel páté pole position v sezóně a závod také vyhrál.
V Grand Prix USA skončil v kvalifikaci pátý a na stejné pozici dojel i v závodě. Schumacher svým vítězstvím stáhl Alonsův náskok z 25 bodů na 19. Schumacher vyhrál i velkou cenu Francie, Alonso byl druhý. Ve Velké ceně Německa skončil Fernando až pátý, oba Renaulty v tomto závodě nebyly příliš konkurenceschopné.
Po dvousekundové penalizaci v Grand Prix Maďarska se Alonso kvalifikoval až jako patnáctý. Jeho rival ale dostal stejný trest a startoval jedenáctý. Fernando se ihned dral ke špici závodu a předjížděl jednoho jezdce za druhým včetně Schumachera a dokázal, že umí jezdit i na mokru. Avšak závod nedokončil kvůli mechanickým potížím. Schumacher skončil osmý, po diskvalifikaci Roberta Kubici a stáhl tak bod z náskoku Alonsa. V následujícím závodě v Turecku dojel Alonso druhý před třetím Schumacherem, po dlouhé třináctikolové bitvě.
V Italské Grand Prix měl Alonso smůlu při kvalifikaci, kdy mu praskla pneumatika a také poničil karosérii na zádi svého šasi. Kvalifikoval se jako pátý, ale stewardy byl odsunut na desáté místo, když měl údajně blokovat Felipeho Massu z Ferrari. V závodě se Španěl probojoval na třetí místo, když díky zastávkám v boxech předjel Massu a také Roberta Kubicu. Zradil ho však motor a Alonso musel ze závodu odstoupit. Michael Schumacher závod vyhrál a stáhl Alonsův náskok na pouhé 2 body.
V dalším závodě v Číně si v mokré kvalifikaci vybojoval Alonso pole position. Při nestálém počasí v závodě nejprve Alonso vedl, ale kvůli špatné druhé sadě pneumatik dojel Alonso druhý za Schumacherem a bodový stav se vyrovnal, přesto byl Alonso až druhý díky Schumacherově vítězství navíc.

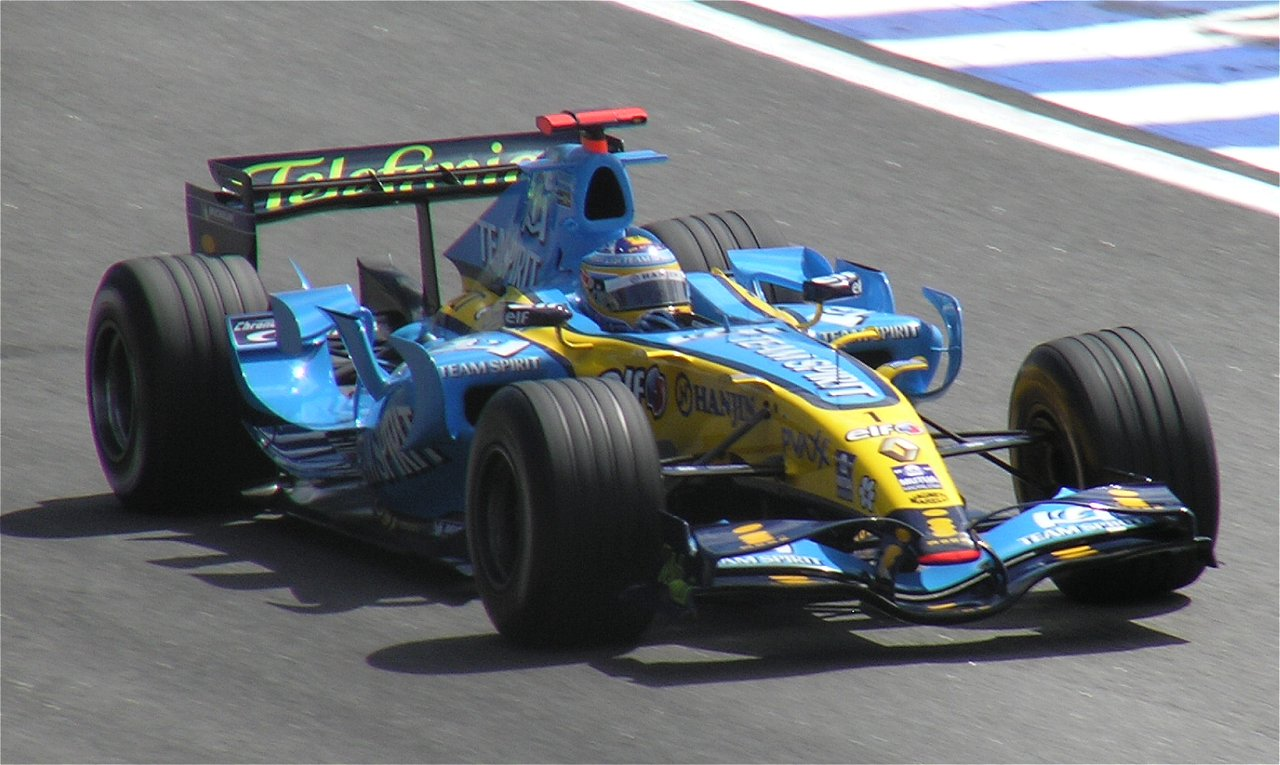
Alonso získal titul v roce 2006 při GP Brazílie.

V Japonské Grand Prix se obě Ferrari Schumacher a Massy kvalifikovaly na prvním a druhém místě a porazily Renaulty na pátém a šestém místě o více než půl sekundy. Dlouho Alonso jezdil druhý a měl na Schumachera ztrátu 5 sekund. Potom Schumacherovi selhal motor a musel odstoupit. Alonso nakonec zvítězil a před posledním závodem měl náskok 10 bodů. V poslední velké ceně mu tak stačil k zisku titulu mistra světa jediný bod. V Grand Prix Brazílie, posledním závodě sezóny 22. října, dojel Alonso druhý za Felippem Massou. Schumacher skončil čtvrtý a výsledný rozdíl mezi ním a Alonsem byl tak 13 bodů. Fernando Alonso se stal nejmladším dvojnásobným šampiónem v historii. Tým Renault zvítězil i v poháru konstruktérů, kde porazil Ferrari o 5 bodů.

### 2007: McLaren

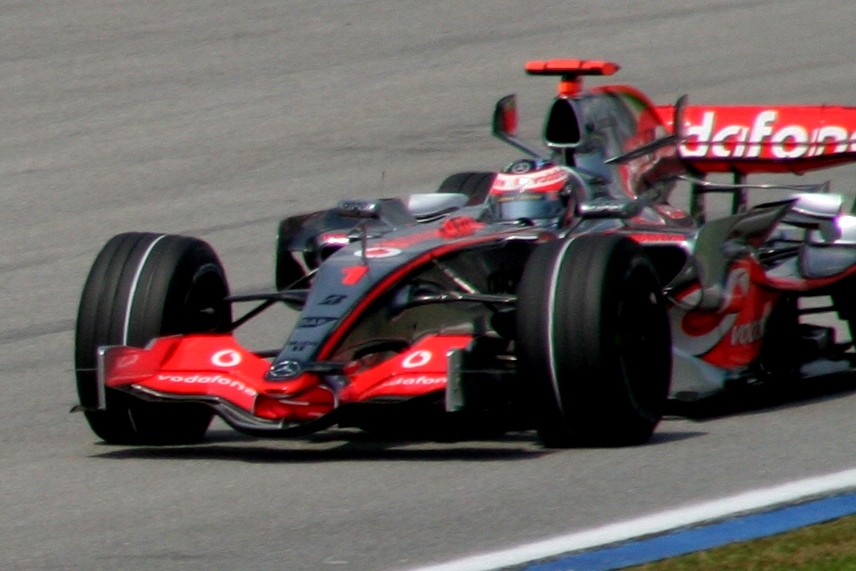
Alonso při Grand Prix Malajsie 2007, kde zvítězil poprvé za McLaren.

Už 19. prosince 2005 bylo oznámeno, že v roce 2007 bude Alonso jezdit za tým McLaren. Alonsova smlouva s Renaultem vypršela 31. prosince 2006, přesto už 15. prosince Alonso po svolení Flavia Briatoreho a týmu Renault testoval pro McLaren na okruhu v Jerezu. Fernando jel v neoznačeném voze McLaren MP4-21, na hlavě měl bílou přilbu a objel 95 kol, nastaly však potíže s měřením a tak Alonsovy časy nejsou zcela ověřené a přesné. Jako Alonsův stájový kolega byl vybrán Lewis Hamilton. McLaren oznámil, že Alonsův plat pro rok 2007 bude asi 20 milionů liber (v přepočtu 39 milionů dolarů). S novým McLarenem debutoval Alonso oficiálně 15. ledna 2007 v ulicích Valencie. Alonso se též projel v limitované edici auta Mercedes-Benz SLR McLaren. Španěl označil toto auto za „nejkrásnější na světě“.
McLareny už v Austrálii ukázaly svou konkurenceschopnost a Alonso a Hamilton dojeli na druhém a třetím místě. Alonso v druhém závodě sezóny v Malajsii získal své první vítězství pro McLaren a pro tým první od velké ceny Japonska 2005. Obtížná jízda v Bahrajnském Sakhiru znamenala pro Alonsa až páté místo, zatímco jeho stájový kolega Hamilton opět dojel na stupních vítězů. Ve čtvrtém závodě, na domácí trati ve Španělsku, se Alonso kvalifikoval jako druhý. V prvním kole měl kontakt s Felipem Massou, což mělo za následek drobné poničení vozu, přesto dojel Alonso třetí. V dalším závodě se ale Alonsovi opět dařilo, tentokrát v ulicích Monaka, kde Fernando vybojoval druhé vítězství v sezóně, pole position i nejrychlejší kolo, tzv. „triple“. V další části sezóny pokračoval Alonso v umístěních na bodovaných příčkách a závody v Evropě a v Itálii vyhrál. První a též poslední výpadek v sezóně zaznamenal Fernando v Japonsku. V předposledním závodě, v Číně, dojel druhý a před posledním závodem ztrácel na lídra šampionátu, Lewise Hamiltona, 4 body.
V Brazílii tak měl ještě šanci dosáhnout na titul mistra světa. To se mu ale nepovedlo, Hamilton sice skončil až na 7. místě, které mu titul mistra světa nezaručovalo, nicméně Alonso dojel až třetí za Massou a Räikkönenem, který nakonec "vyfouknul" titul jezdcům McLarenu. Hamilton Alonsa nakonec porazil, kdy již od VC Kanady byl ve vedení a ve vedení před ním až do konce sezóny zůstal, tj. nováček Hamilton porazil dvojnásobného mistra světa, na obhájce titulu Alonsa tedy zbyla až třetí pozice.
Po mimořádně kontroverzní sezoně Alonsa 2. listopad vedení týmu McLaren oznámilo rozvázání smlouvy s Alonsem, která měla platit do roku 2009. Navíc Alonso nemusí za uvolnění ze smlouvy zaplatit žádné peníze, kdy ale jeho odchod z týmu zdaleka nebyl dobrovolný.

### 2008–2009: Renault

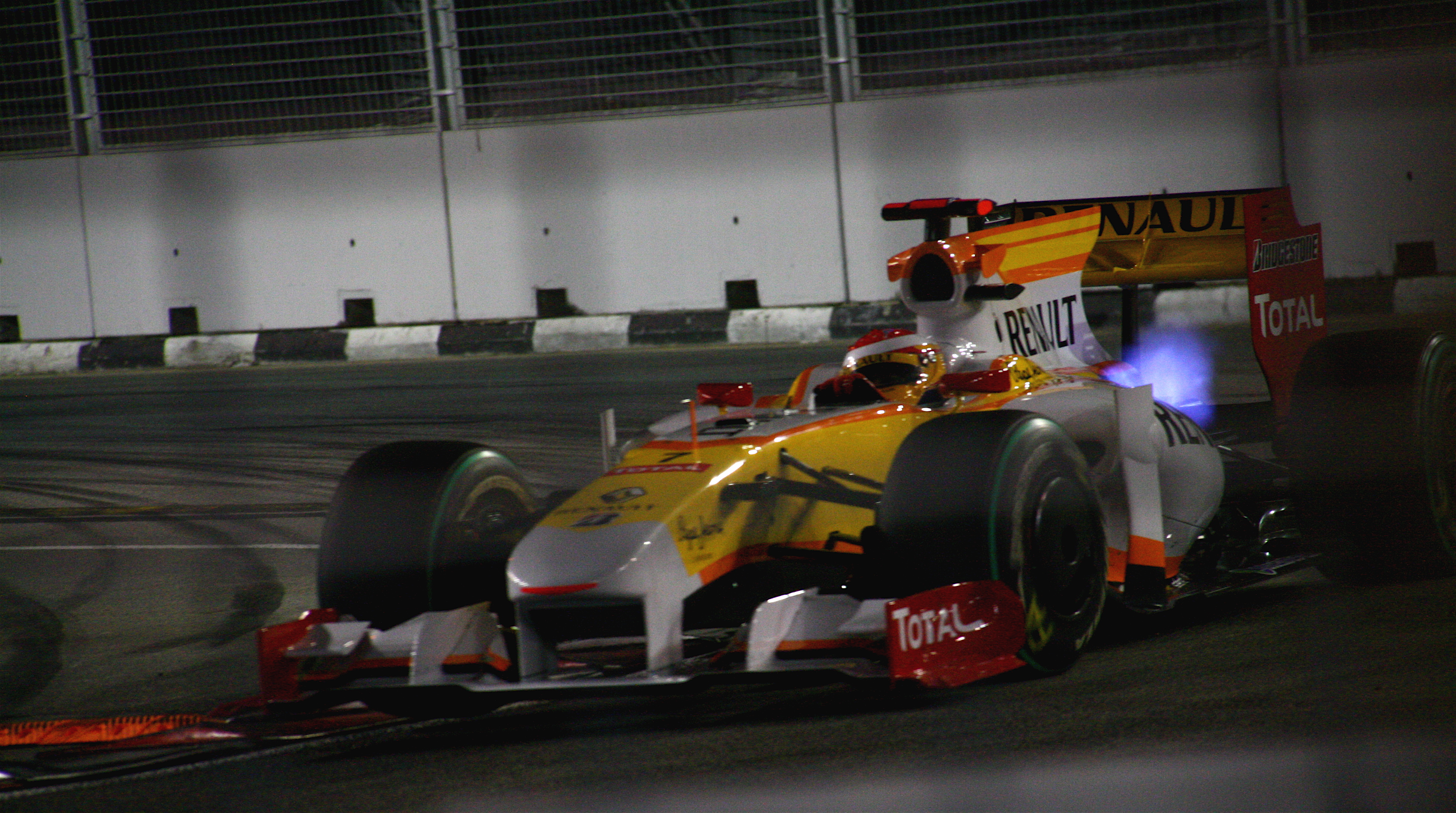
Fernando Alonso při GP Singapuru 2009 při které získal jediné pódium v sezoně

Po nedobrovolném ukončení spolupráce s McLarenem media spekulovala, za který tým bude Alonso závodit v sezoně 2008. Mluvilo se o Renaultu, Red Bullu, Toyotě a Hondě. Nakonec se Fernando vrátil do Renaultu, se kterým podepsal smlouvu na 2 roky, za zhruba 25 milionu liber.
Před sezónou byl sice Alonso pasován do role černého koně, ale první závod všechny ambice vyvrátil, když dojel na šťastném 4. místě, ale rychlostně Renault nestačil. V Malajsii vybojoval pouhý bod. V Bahrajnu, kde na nekonkurenceschopný vůz Fernanda Alonsa nejprve najel Lewis Hamilton, dosáhl Alonso s Renaultem na 10. místo. Do Španělska přivezl tým aerodynamické novinky,které okamžitě pomohly Alonsovi do první řady v kvalifikaci. Start už tak dobrý nebyl, a Alonso se tak propadl na třetí místo za obě Ferrari. Vedl si skvěle, dokud ho nezastavila porucha motoru, po které musel odstoupit z výborně rozjetého závodu. V Turecku na Alonsa čekalo 6. místo čili potvrzení faktu,že se Renault zlepšil. Nebýt problémů s pneumatikou v Monaku a poté také kolize s Heidfeldem mohl Alonso pomýšlet na velmi dobré umístění. V bláznivém závodu v Kanadě mohli u Renaultu díky Alonsovi pomýšlet dokonce na vítězství, ale strategie a velké zdržení za Nickem Heidfeldem mělo za následek maximální úsilí dostat se před pomalejší vůz BMW, že to vyústilo v havárii a konec v závodě. Ve Francii startoval Španěl z výborné třetí pozice, ale nakonec se během závodu propadl až na konečné osmé místo, když ho pár kol před koncem předjel jeho kolega Piquet. Silverstone přinesl dobré i špatné výsledky během deštivého závodu, což znamenalo šestou příčku v cíli. Stejně jako v Mangy-Cours i na Hockenheimringu svitla po výborné kvalifikaci naděje na dobrý výsledek, ale katastrofální průběh se spoustou chyb nepřinesl do tábora Renaultu z Alonsovy strany ani bod, zatímco Piquet jich za druhé místo přivezl hned osm. Trať v maďarském Hungaroringu pomohla Alonsovi většinu závodu za sebou držet rychlejšího Räikkönena a odměnou mu byla čtvrtá pozice. Do konce sezóny Alonso přece jen vyhrál 2 GP (Singapur a Japonsko), VC Singapuru po kontroverzním průběhu (díky úmyslné havárii týmového kolegy Nelsona Piqueta, která způsobila výjezd Safety Caru, kterého Alonso využil při pitstopu), a v posledním závodě (Brazílie) získal druhé místo.

### 2010–2014: Ferrari

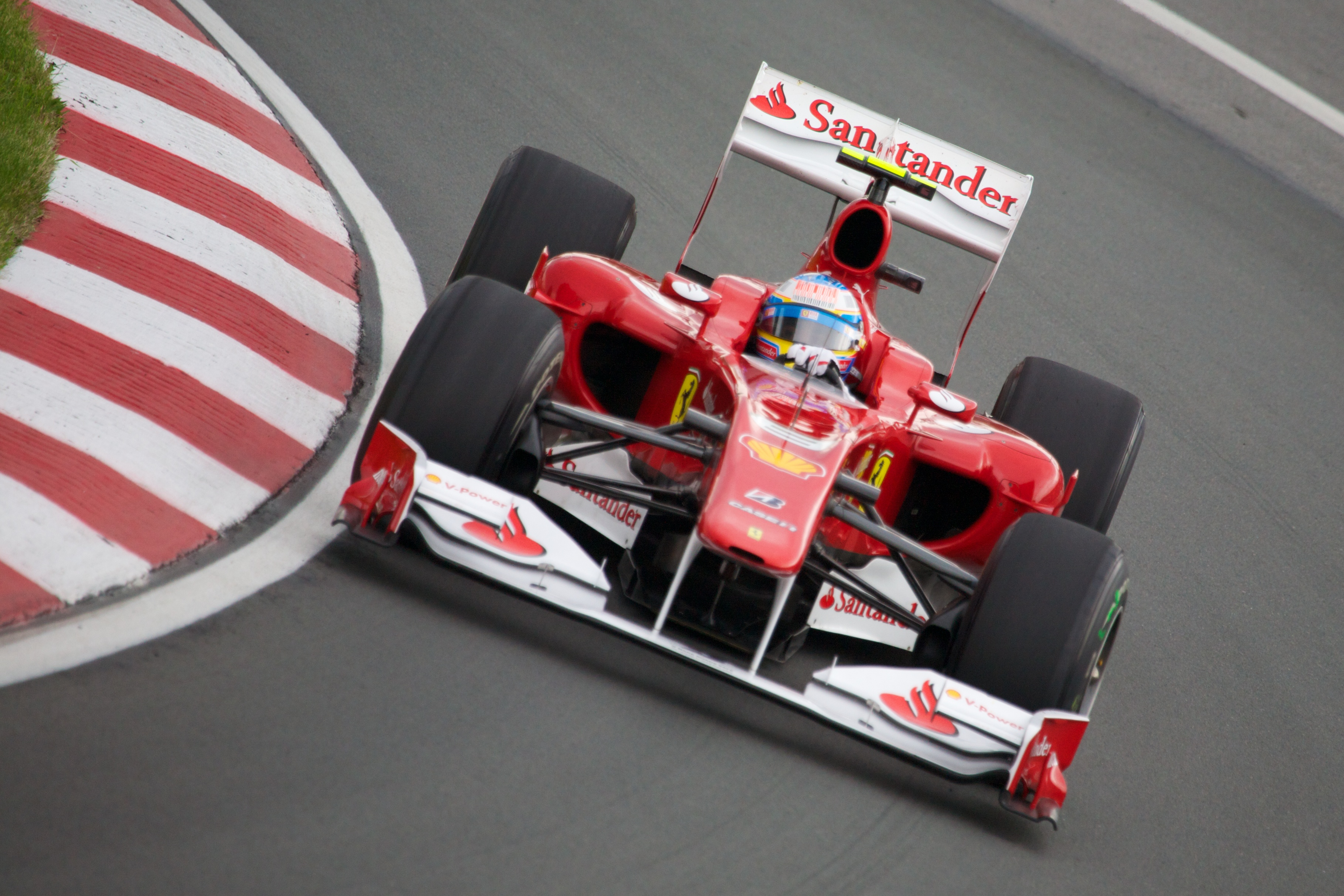
Alonso Canadian GP 2010

30. září 2009 podepsal Fernando smlouvu s Ferrari na 3 sezóny do roku 2012 za cca 25 mil. euro za sezónu, stal se tak v sezóně 2010 nejdražším platícím pilotem ve startovním poli (a v historii F1).
Začal vítězstvím v úvodním závodě v Bahrajnu po technických problémech Sebastiana Vettela, ale v dalších závodech již nestačil. Držel se stále v boji o titul, ale opět si znepřátelil některé fanoušky, po použití týmové režie v Německu. Poté ale ukázal, že dokáže stále držet krok s těmi nejlepšími. Před posledním závodem v Abú Dhabí vedl pořadí před Markem Webberem a Sebastianem Vettelem, kteří měli ještě reálnou šanci na zisk titulu. Ferrari se ale zaměřilo pouze na Webbera nikoli na Vettela, tudíž když Webber zavadil o vozidla a jel ke svému pitstopu, rozhodlo se Ferrari, že nejdříve pošle Felipeho Massu, aby zjistili jak je to s pneumatikami a po dalších 2 kolech zastavil u svých mechaniků také Alonso. Vrátil se do závodu za Rusem Vitalyem Petrovem, který absolvoval svůj pit stop po kolizi v 1. kole. Jenomže Alonso ho do konce závodu nedokázal předjet a dojel na 7. místě, Mark Webber zůstal zaseklý za touto dvojicí a byl až 8. Díky těmto výsledkům si Sebastian Vettel stylem start–cíl dojel nejen pro vítězství v závodě, ale i v celém šampionátu.

#### 2012
Po dvanáctém místě v kvalifikaci na Grand Prix Austrálie obsadil pátou příčku. Po devátém místě v kvalifikaci malajsijskou velkou cenu vyhrál. Devátý skončil i v kvalifikaci na Velkou cenu Číny a také v závodě obsadil deváté místo. Z deváté pozice na startu Grand Prix Bahrajnu obsadil sedmou příčku. Po startu ze druhého místa bojoval s Pastorem Maldonadem o vítězství v Grand Prix Španělska, ovšem po druhé zastávce v boxech se vedení ujal Venezuelan a zaslouženě vyhrál. Po startu z pátého místa přitlačil Romaina Grosjeana ke svodidlům, v průběhu závodu se probojoval na konečné třetí místo a ujal se vedení šampionátu. Do konce sezony nedojel 2 závody. Ve Spa, kde mu vůz Romaina Grosjeana proletěl před hlavou a zadní část vozu mu zničil Lewis Hamilton. V Suzuce se vyřadil sám vlastní chybou, kdy hned po startu vyjel z trati. Ale všechny fanoušky nadchl svými výkony, kdy s podřadným Ferrari držel naději na titul až do úplného konce. V Brazílii musel dojet na pódiu, aby měl alespoň malou šanci na zisk titulu, ale Sebastian Vettel dojel 6., což mu zaručilo 3. mistrovský titul v řadě, tentokrát nejmenším rozdílem o 3 body.

#### 2013
Alonso začal novou sezónu druhým místem v Grand Prix Austrálie. V dalším závodě v Malajsii se Alonso kvalifikoval třetí, ale po startu narazil do zádě Red Bullu Vettela a poničil si přední křídlo. Alonso si však pro nové do boxů nezajel, doufal, že se neulomí úplně a bude moci zajet do boxů ve správnou dobu později v závodě. Jenže křídlo se ulomilo hned v druhém kole a Alonso musel odstoupit. Hned v dalším závodě v Číně vyhrál. Do jeho domácí Velké ceny Španělska se kvalifikoval na pátém místě. V závodě se dokázal dostat na první místo a nakonec dokázal vyhrát. V Monaku dojel až sedmý. V následujících dvou závodech byl na stupních vítězů: v Kanadě druhý a ve Velké Británii třetí. Když však v půlce sezóny Pirelli představilo nové gumy, Red Bull s Vettelem začali být neporazitelní. Vettel vyhrál posledních 9 závodů, zatímco Alonso měl problém dojet aspoň na stupních vítězů. Nakonec se opět stal vicemistrem s 242 body, o 155 méně, než měl šampion Vettel.

#### 2014
Hned po prvním závodě bylo jasné, že Ferrari je nekonkurenceschopné. Alonso však dokázal dělat divy a v prvních dvou závodech dojel čtvrtý. První pódium přišlo ve čtvrtém závodě v Číně, kde Alonso skončil třetí. Další úspěch přišel až o sedm závodů později v Maďarsku, kdy Alonso část závodu vedl a v posledních kolech odolával útokům ze strany Daniela Ricciarda z Red Bullu a obou Mercedesů Lewise Hamiltona a Nico Rosberga. Ricciardo ho však dokázal předjet a tak Alonso skončil druhý. Do konce sezóny se Alonso na pódium už nedostal. Skončil na celkovém šestém místě se 161 body, kdy naprosto "rozdrtil" svého týmového kolegu Kimiho Raikkonena, který měl bodů jen 55.

### 2015–2019: McLaren

#### 2015
V listopadu 2014 bylo oznámeno, že Alonso u Ferrari končí. V prosinci Alonso oznámil, že s vrací k McLarenu, nyní poháněným motorem Honda.
Během druhého dne předsezónních testů v Barceloně Alonso havaroval. Byl letecky převezen do nemocnice, kdy mu byl zjištěn otřes mozku. Bylo mu doporučeno vynechat první závod sezóny v Austrálii, což také udělal. Byl nahrazen Kevinem Magnussenem.
V Austrálii se McLaren velmi trápil, zatímco Alonsův bývalý tým Ferrari skončil na pódiu díky třetímu místu Sebastiana Vettela, který Alonsa ve Ferrari nahradil. Na to Alonso zareagoval tím, že řekl, že po 14 letech ve Formuli 1 není spokojen s pódii, ale že je připraven riskovat, aby vyhrával. V Malajsii, prvním závodě sezóny pro Alonsa, se mu porouchalo auto a musel odstoupit, zatímco Vettel s Ferrari vyhrál. Alonso se vyjádřil i k této události, když řekl, že od Ferrari odešel, přestože mu slibovali, že auto pro rok 2015 bude mnohem lepší než to z minulého roku, ale on to Ferrari už nevěřil. Taky řekl, že by přestupu litoval jen tehdy, kdyby Ferrari nakonec vyhrálo titul. V dalším závodě v Číně opět dojel mimo body, ale tvrdil, že je šťastný z toho, že dojel a tím se mu podařilo získat informace podstatné pro vývoj auta. Z dalších čtyř závodů odstoupil, kvůli problémům s nespolehlivým motorem Honda. V Grand Prix Velké Británie bral Alonso první bod za desáté místo. Hned v následujícím závodě v Maďarsku bral Alonso další body za páté místo. V dalších závodech už se mu však bodovat nepodařilo. Sezónu tedy dokončil s pouhými 11 body na celkovém 17. místě.

#### 2016
Během Grand Prix Austrálie Alonso kolidoval s Haasem Estebana Gutiérreze. Jednalo se o jednu z nejtěžších havárií za poslední léta. Vyvázl se zlomeninami žeber a částečným selháním plic. Vzhledem ke zraněním byl nucen vynechat další Velkou cenu v Bahrajnu, kde byl nahrazen Stoffelem Vandoornem. Vrátil se na Grand Prix Číny, kde dojel dvanáctý. V dalším závodě v Rusku dojel šestý. V kvalifikaci na Grand Prix Španělska se Alonso dostal do třetí části kvalifikace, poprvé od spojení McLarenu a Hondy v roce 2015, v závodě však odstoupil. V Monaku se opět probojoval do třetí části kvalifikace a po penalizaci Raikkonena startoval 9. V závodě dojel 5., čímž vyrovnal jeho nejlepší výsledek pro McLaren poháněný Hondou z Maďarska v roce 2015. V Kanadě se během kvalifikace opět dostal do třetí části, potřetí za sebou, v závodě však dojel těsně mimo body, skončil totiž jedenáctý. Z následující Grand Prix Evropy odstoupil.

#### 2017
V předsezónních testech v Barceloně se novému Mclarenu s označením MCL32 projevovala opět špatná spolehlivost motoru Honda. Fernando Alonso byl obzvláště kritický k motoru, stěžoval si na nedostatek spolehlivosti a výkonu. Dohromady během testů najely vozy pouze 425 kol. Zpočátku tým zvažoval alternativního dodavatele motoru.
V úvodním závodě v Austrálii se Alonso kvalifikoval na třináctém místě. Ke konci závodu bojoval o poslední bodované umístění, které nakonec ukořistil Esteban Ocon z Force Indie. Nakonec Alonso svůj vůz odstavil v 50.kole kvůli rozbité podlaze.
Ve druhém závodu sezóny v Číně se rovněž Fernando Alonso kvalifikoval na třináctém místě. Závod opět nedokončil, jelikož odstoupil ve 33.kole kvůli problému s hnací hřídelí.
Do velké ceny Bahrajnu Alonso odstartoval z patnáctého místa. V závodě byl sice klasifikován na čtrnáctém místě kvůli odstoupení 3 kola před koncem.
Do čtvrtého závodu sezóny v Rusku Fernando Alonso ani neodstartoval. V zahřívacím kole odstavil svůj vůz kvůli problému s motorem a napájecí doplňkovou jednotkou MGU-K, které vedly ke ztrátě hybridního napájení. 
Ve své domácí velké ceně Španělska se mohl Fernando Alonso konečně blýsknout když startoval ze sedmého místa, ale trápení rovněž pokračovalo a Alonso dokončil závod na dvanáctém místě.
Velké ceny Monaka se Alonso nezúčastnil, jelikož se účastnil závodu Indy 500. Pro tento závod ho nahradil dočasný návrátilec Jenson Button, který musel odstoupit po kolizi s Pascalem Wehrleinem.
Do velké ceny Kanady se Alonso kvalifikoval na dvanáctém místě. V závodě, kde musel rovněž odstoupit kvůli problémům s motorem a to čtyři kola před koncem, si opět odnáší nula bodů.
V chaotické velké ceně Ázerbájdžánu se Alonso dočkal prvních bodů sezóny a to za deváté místo.
Velká cena Rakouska, devátý závod sezóny, se Fernando Alonso se svým Mclarenem kvalifikoval na dvanáctém místě. V závodě odstoupil v prvním kole po kolizi s Danielem Kvyatem a Maxem Verstappenem.
Desátý závod sezóny na britském Silverstonu se Alonso opětovně trápil když se kvalifikoval na třináctém místě, ale kvůli nasazení další pohonné jednotky odstartoval z dvacátého místa. Závod opět nedokončil ve 32.kole kvůli palivovému čerpadlu.
Do velké ceny Maďarska se Alonso kvalifikoval do třetí části, kde mu patřilo osmé místo na startu. V závodě si udržel bodovanou pozici a vyjel si slušné šesté místo díku kterému si odnesl 8 bodů. Jeho týmový kolega Stoffel Vandoorne si odnáší bod za desáté místo.
Po letní pauze se do velké ceny Belgie Fernando Alonso kvalifikoval na jedenáctém místě. V závodě se trápil a nakonec odstoupil ve 25.kole kvůli problému s pohonnou jednotkou.
Do třináctého závodu sezóny na italské Monze se Alonso kvalifikoval na třináctém místě, ale obdržel penalizaci 35 míst na startovním roštu za překročení komponentů pohonné jednotky. V závodě se opět trápil a odstoupil v 50. kole kvůli problému se spojkou.
Čtrnáctý závod sezóny v Singapuru se Fernando Alonso dostal do třetí části kvalifikace. Po startu závodu se dostal do kolize a odstoupil v osmém kole, jeho týmový kolega Vandoorne získal šest bodů za sedmé místo.
Do velké ceny Malajsie odstartoval z desátého místa. kdežto jeho týmový kolega se kvalifikoval na sedmém místě a závod dokončil na rovněž sedmém a získal šest bodů. Alonso dokončil těsně za bodovanou příčkou na jedenáctém místě.
Velká cena Japonska znamenala pro Alonsa penalizaci 35 míst za překročení komponent pohonné jednotky. Závod dokončil na jedenáctém místě.
Sedmnáctý závod sezóny ve velké ceně USA se Alonso kvalifikoval na devátém místě. ve 24.kole Alonso odstoupil kvůli problému s motorem.
Osmnáctý závod sezóny v Mexiku se Alonso kvalifikoval na čtrnáctém místě ale kvůli problému s pohonnou jednotkou odstartoval na osmnáctém místě. V závodě získal bod za desáté místo.
V předposledním závodě v Brazílii se Alonso kvalifikoval na sedmém místě. Do závodu startoval nakonec šestý. Závod dokončil na osmém místě a získal 4 body.
Poslední závod sezóny v Abú Dhabí odstartoval Alonso na jedenáctém místě kde nakonec získal 2 body za deváté místo.
V sezóně 2017 získal Fernando Alonso 17 bodů a skončil v šampionátu na 15.místě.

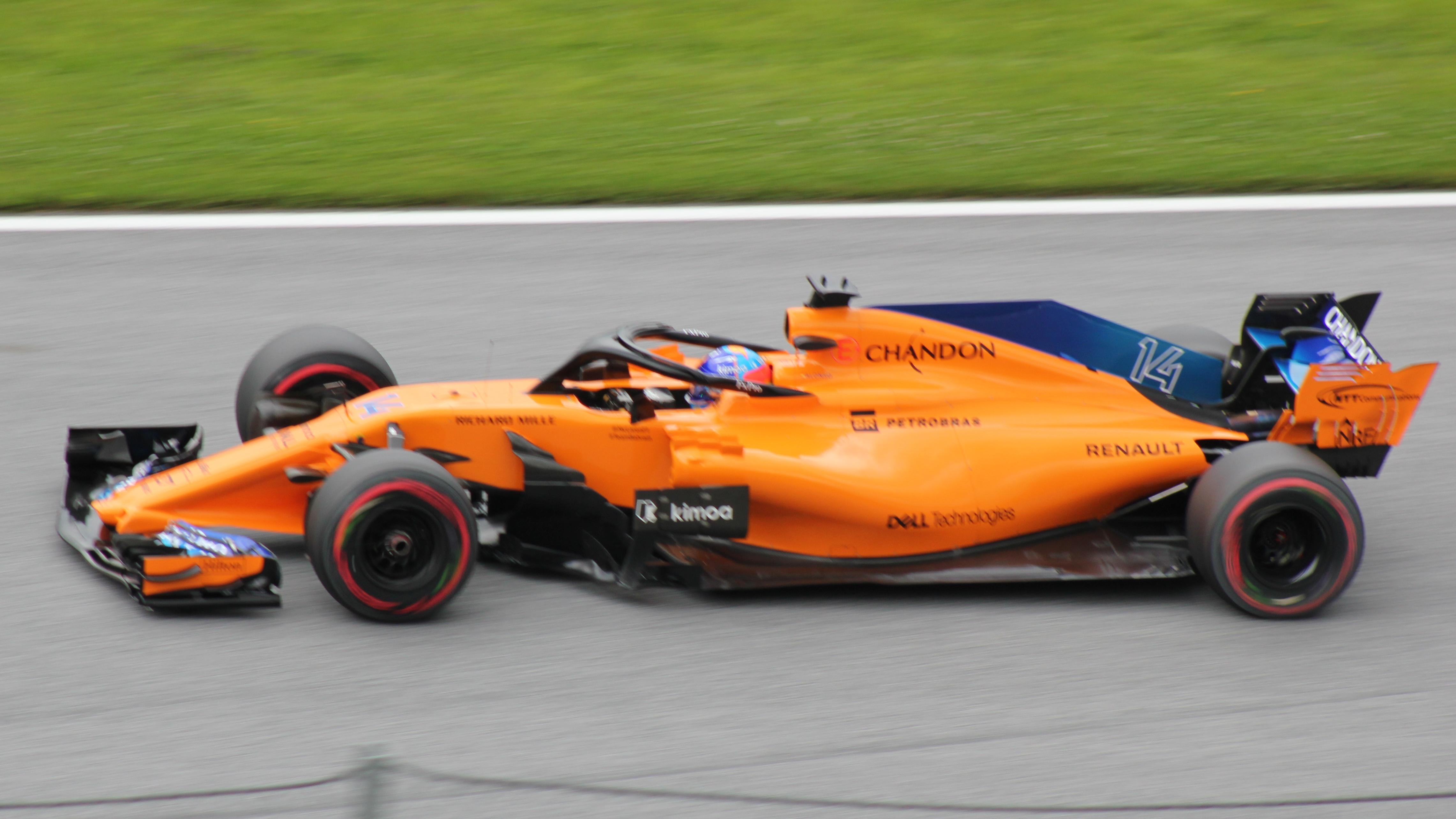
Alonso na Velké ceně Rakouska 2018

#### 2018
Po jednání s generálním ředitelem McLarenu Zakem Brownem podepsal Alonso 19. října 2017 víceletou smlouvu s McLarenem. V úvodním závodě sezóny 2018 dojel pátý a během sezóny zaznamenal devět umístění v top desítce. Ve všech závodech se kvalifikoval lépe než jeho týmový kolega Stoffel Vandoorne. S postupem sezóny však Alonso čelil rostoucí frustraci z některých jezdců na startovním roštu a jeho motivace k pokračování ve Formuli 1 začala slábnout, zejména poté, co McLaren ukončil vývoj vozu pro aktuální sezónu a zaměřil se na přípravy pro rok 2019. Alonso zakončil sezónu na 11. místě v šampionátu jezdců se ziskem 50 bodů. Na konci roku 2018 se rozhodl Formuli 1 opustit. Uvedl, že důvodem byl nedostatek skutečného závodění na trati, předvídatelnost výsledků a celkové posunutí pozornosti od sportovní stránky k vedlejším tématům, jako například vysílání týmových rádiových komunikací či šíření mediálních polemik, které podle něj poškozovaly image celého šampionátu.

#### 2019
Po odchodu z Formule 1 Alonso nadále spolupracoval s McLarenem, kde působil na pozici ambasadora. V této roli poskytoval podporu a poradenství jezdcům a účastnil se vybraných testovacích jízd za účelem vývoje monopostů. V dubnu 2019 absolvoval na okruhu v Bahrajnu v rámci sezónního testu dvoudenní testování vozu MCL34, které bylo zaměřené na vývoj pneumatik pro společnost Pirelli. Žádné další jízdy pro něj již nebyly plánovány, jelikož se McLaren rozhodl soustředit na své aktuální jezdce. Alonsova role ambasadora byla ukončena na konci roku 2019, přičemž smlouva nebyla pro sezónu 2020 obnovena.

### 2021–2022: Alpine

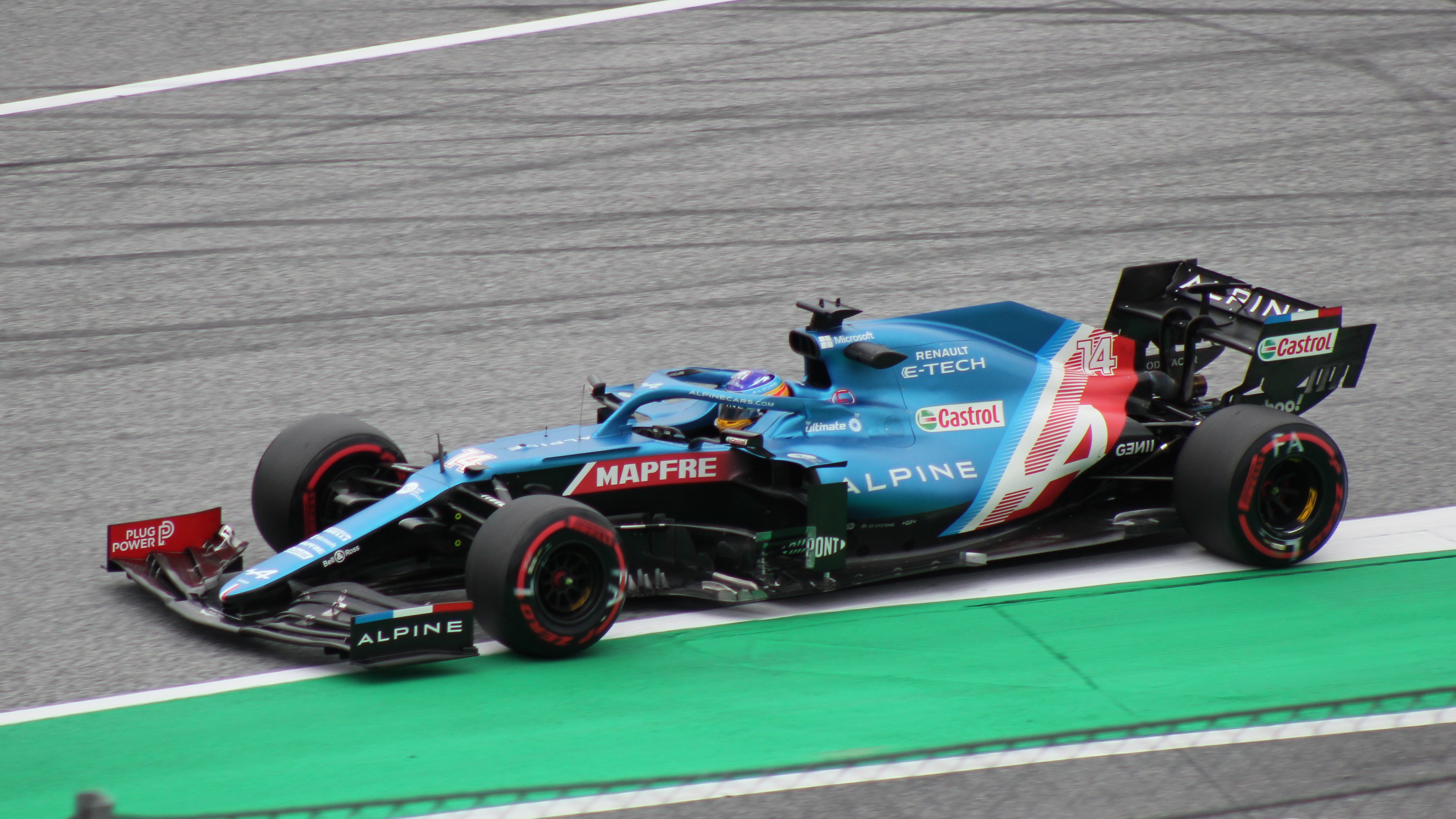
Alonso na Velké ceně Rakouska 2021 po svém návratu do Formule 1

#### 2021
Dne 8. července 2020 Alonso oznámil návrat do Formule 1 s týmem Renault, který se později přejmenoval na Alpine F1 Team, kde se jeho týmovým kolegou stal Esteban Ocon. V rámci přípravy absolvoval čtyři dny testování s vozem Renault R.S.18 a na testech mladých jezdců po sezóně 2020 dosáhl nejlepšího času s vozem Renault R.S.20. V úvodním závodě sezóny 2021 byl Alonso nucen odstoupit kvůli ucpání brzdových kanálků plastovým odpadem. Na Velké ceně Emilia Romagna dojel jedenáctý, přičemž v kvalifikaci obsadil patnácté místo. Jeho týmový kolega Esteban Ocon dojel v závodě desátý. Oba však byli po penalizaci Kimiho Räikkönena posunuti o jednu příčku výše, čímž Alonso získal své první body sezóny.
Na Velké ceně Maďarska Alonso dočasně vedl závod, než zamířil do boxů a propadl se na čtvrtou pozici. Závod nakonec vyhrál Esteban Ocon, který připsal své první vítězství Alonsově obraně před Hamiltonem, která mu podle jeho slov umožnila udržet vedení. V srpnu 2021 využil Alonso opci na prodloužení smlouvy pro sezónu 2022. Po letní přestávce bodoval v několika závodech. Skončil šestý v Nizozemsku, osmý v Itálii, šestý v Rusku, kde se před zastávkou v boxech za deštivých podmínek držel na třetím místě, a třetí v Kataru. Jeho výsledek v Kataru byl jeho prvním pódiovým umístěním od Velké ceny Maďarska 2014.

#### 2022
V sezóně 2022 zůstal Alonso u Alpine. Na Velké ceně Kanady zaznamenal během deštivé kvalifikace svůj nejlepší start za tým Alpine, kdy odstartoval z druhého místa. Během závodu se však potýkal se spornou strategií a poruchou motoru. Dojel sedmý, ale kvůli časové penalizaci udělené po závodě nakonec klesl na deváté místo.

### 2023–: Aston Martin

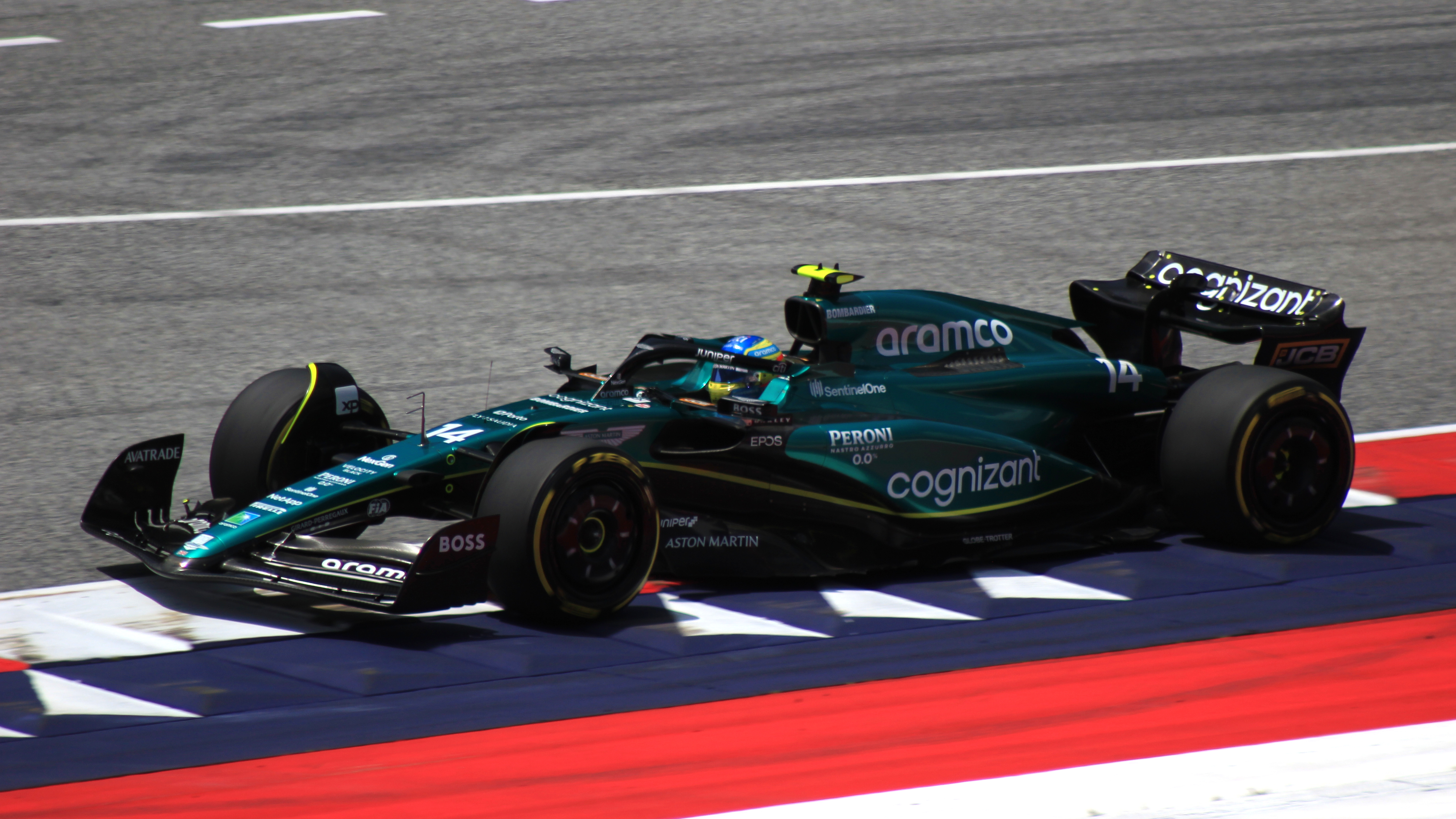
Alonso na Velké ceně Rakouska 2023

#### 2023
Alonso se v roce 2023 připojil k týmu Aston Martin na víceletou smlouvu po boku Lance Strolla. K týmu přešel, protože chtěl víceleté prodloužení smlouvy, které mu tým Alpine nebyl ochotný nabídnout.
Při svém debutu za Aston Martin na Velké ceně Bahrajnu 2023 Alonso, těžící z výrazně zlepšené techniky vozu Aston Martin AMR23, zvládl bez poškození kolizi s týmovým kolegou Strollem hned v prvním kole a dojel si pro třetí místo. Zajistil si tak pódiové umístění a zároveň první pro tým od dob Sebastiana Vettela, který dojel na stupních vítězů na Velké ceně Ázerbájdžánu 2021. Přestože si musel Alonso odpykat penalizaci za nesprávné postavení vozu na startovním roštu, dojel třetí i při následující Velké ceně Saudské Arábie 2023. Toto umístění znamenalo jeho 100. pódium v kariéře, čímž se stal historicky šestým jezdcem, který tohoto milníku dosáhl. Po závodě však dostal další penalizaci, protože první trest nebyl správně odpykán při zastávce v boxech, a klesl tak na čtvrté místo za George Russella. Tým se však proti rozhodnutí odvolal a penalizace byla zrušena, takže si Alonso pódium udržel.
Další třetí místo získal po chaotické Velké ceně Austrálie. Při třetím a posledním restartu závodu došlo ke kontaktu mezi jeho vozem a Ferrari Carlose Sainze Jr., který za incident obdržel pětisekundovou penalizaci a byl klasifikován jako poslední z jezdců, kteří dokončili závod. Alonso vyvázl bez poškození. Později se ztotožnil s kritikou penalizace ze strany Sainze a označil ji za „příliš přísnou“. Při kvalifikaci na Velkou cenu Ázerbájdžánu měl tým Aston Martin problémy se systémem DRS. Alonso se na sprint kvalifikoval ve sprintovém rozstřelu osmý a na hlavní závod šestý. Ve sprintu skončil šestý a v hlavním závodě čtvrtý. V této době už výkonnost monopostu začala klesat a tým přestal pravidelně získávat pódiová umístění. I přesto však Alonso dokázal vybojovat dvě pódia. První v Zandvoortu, kde navíc zaznamenal nejrychlejší kolo závodu (první od Velké ceny Maďarska 2017), a druhé v São Paulu, kde v souboji o třetí místo porazil Sergia Péreze o 0,053 sekundy. Po sedmém místě na Velké ceně Abú Zabí zakončil Alonso sezónu na čtvrtém místě celkového hodnocení se 206 body, zatímco jeho týmový kolega Stroll nasbíral 74 bodů. Čtvrté místo bylo pro Alonsa nejlepším umístěním v šampionátu od roku 2013.

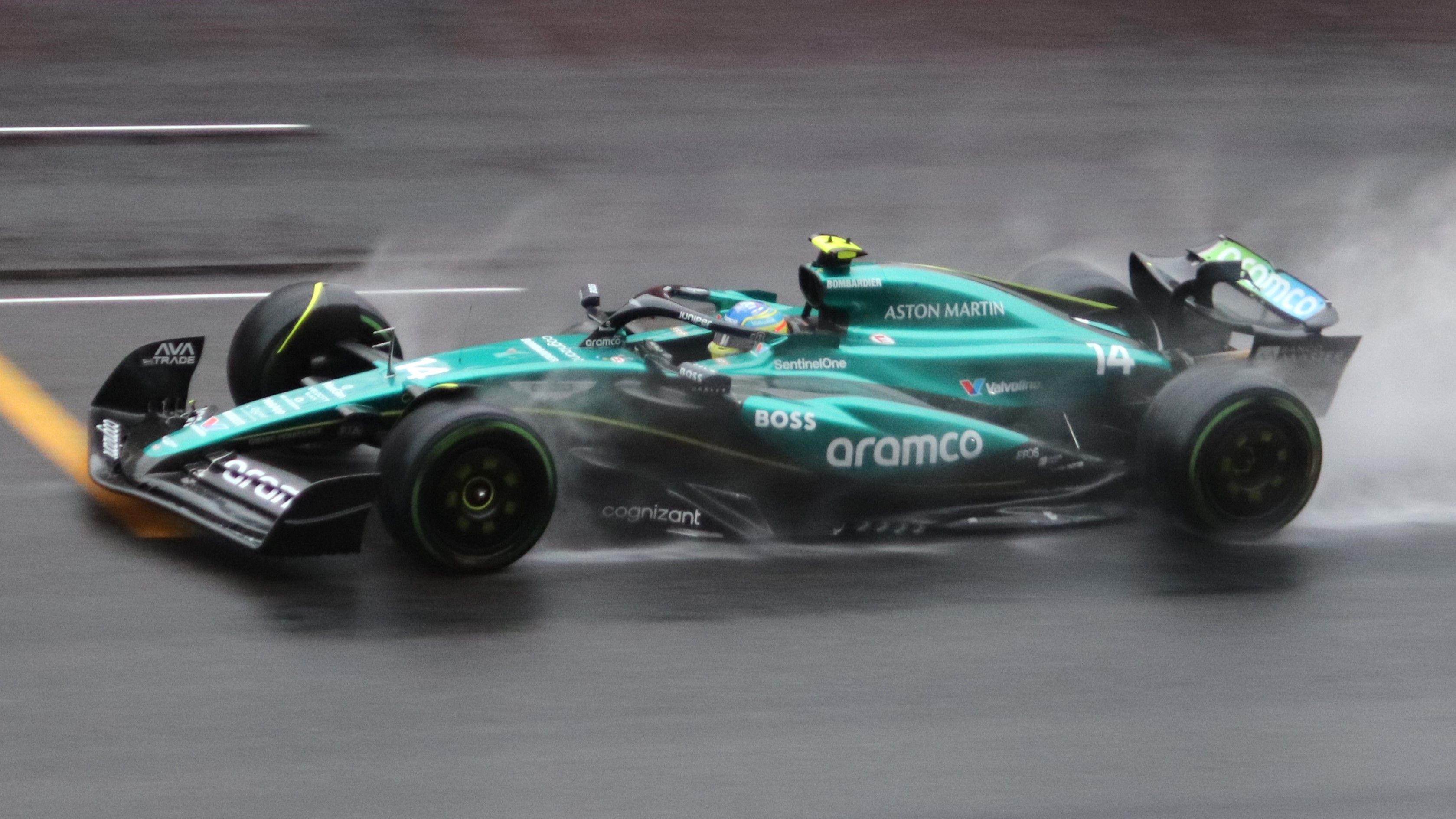
Alonso na Velké ceně Číny 2024

#### 2024
Na Velké ceně Mexico City 2024 absolvoval Alonso svůj 400. závodní víkend ve Formuli 1 a stal se tak historicky prvním jezdcem, který tohoto počtu dosáhl. Sezónu 2024 Alonso ukončil na devátém místě se 70 body.

### Kontroverzní situace
- Při Velké ceně Evropy 2003 obvinili David Coulthard, tým McLaren a generální manažer Martin Whitmarsh Alonsa, že při závodě brzdil Coultharda.
- Po incidentu z tréninku byl Michael Schumacher tázán, jestli Alonso zpomalil úmyslně a Schumacher ho tak předjel při červených vlajkách v tréninku. Schumacher odpověděl: „To jste řekl vy, já ne.“
- Při Velké ceně Itálie 2006 Alonso blokoval Felipeho Massu při kvalifikaci, a byl odsunut o pět míst dozadu na startovním roštu.
- Při kvalifikaci na Velkou cenu Maďarska 2007 úmyslně zablokoval výjezd z boxu týmovému kolegovi, který tak nemohl zajet poslední měřené kolo, za což byl od FIA potrestán posunutím 5 míst na startovním roštu.
- Při Velké ceně Singapuru 2008 tým Renault jehož byl Alonso členem, zinscenoval ve 14. kole po Alonsově zastávce v boxech nehodu týmové dvojky Nelsona Piqueta juniora, po níž vyjel na trať safety car. Alonso se díky tomu z původně patnáctého místa na startu dostal na první pozici a závod vyhrál.[46]

## Výsledky
| Legenda k tabulce | Legenda k tabulce                                                                       |
| Barva             | Výsledek                                                                                |
| ----------------- | --------------------------------------------------------------------------------------- |
| Zlatá             | Vítěz                                                                                   |
| Stříbrná          | 2. místo                                                                                |
| Bronzová          | 3. místo                                                                                |
| Zelená            | Bodované umístění                                                                       |
| Modrá             | Nebodované umístění                                                                     |
| Modrá             | Dokončil neklasifikován (NC)                                                            |
| Fialová           | Odstoupil (Ret)                                                                         |
| Červená           | Nekvalifikoval se (DNQ)                                                                 |
| Červená           | Nepředkvalifikoval se (DNPQ)                                                            |
| Černá             | Diskvalifikován (DSQ)                                                                   |
| Bílá              | Nestartoval (DNS)                                                                       |
| Bílá              | Závod zrušen (C)                                                                        |
| Světle modrá      | Pouze trénoval (PO)                                                                     |
| Světle modrá      | Páteční testovací jezdec (TD)                                                           |
| Bez barvy         | Netrénoval (DNP)                                                                        |
| Bez barvy         | Vyřazen (EX)                                                                            |
| Bez barvy         | Nepřijel (DNA)                                                                          |
| Bez barvy         | Odvolal účast (WD)                                                                      |
| Bez barvy         | Nezúčastnil se (prázdné)                                                                |
| Označení          | Význam                                                                                  |
| Tučnost           | Pole position                                                                           |
| Kurzíva           | Nejrychlejší kolo                                                                       |
| †                 | Jezdec nedojel do cíle, ale byl klasifikován, protože odjel více než 90 % délky závodu. |
| ‡                 | Byl udělován poloviční počet bodů, protože bylo odjeto méně než 75 % délky závodu.      |
| Horní index       | Umístění bodujících jezdců ve sprintu                                                   |

### Závodní kariéra
| Sezóna  | Série                      | Tým                                   | Závody           | Vítězství        | PP               | NK               | Pódia            | Body             | Umístění         |
| ------- | -------------------------- | ------------------------------------- | ---------------- | ---------------- | ---------------- | ---------------- | ---------------- | ---------------- | ---------------- |
| 1999    | Euro Open by Nissan        | Campos Motorsport                     | 15               | 6                | 6                | 5                | 8                | 164              | 1. místo         |
| 2000    | International Formula 3000 | Team Astromega                        | 9                | 1                | 1                | 2                | 2                | 17               | 4. místo         |
| 2001    | Formule 1                  | European Minardi F1                   | 17               | 0                | 0                | 0                | 0                | 0                | 23. místo        |
| 2002    | Formule 1                  | Mild Seven Renault F1 Team            | Testovací jezdec | Testovací jezdec | Testovací jezdec | Testovací jezdec | Testovací jezdec | Testovací jezdec | Testovací jezdec |
| 2003    | Formule 1                  | Mild Seven Renault F1 Team            | 16               | 1                | 2                | 1                | 4                | 55               | 6. místo         |
| 2004    | Formule 1                  | Mild Seven Renault F1 Team            | 18               | 0                | 1                | 0                | 4                | 59               | 4. místo         |
| 2005    | Formule 1                  | Mild Seven Renault F1 Team            | 19               | 7                | 6                | 2                | 15               | 133              | 1. místo         |
| 2006    | Formule 1                  | Mild Seven Renault F1 Team            | 18               | 7                | 6                | 5                | 14               | 134              | 1. místo         |
| 2007    | Formule 1                  | Vodafone McLaren Mercedes             | 17               | 4                | 2                | 3                | 12               | 109              | 3. místo         |
| 2008    | Formule 1                  | ING Renault F1 Team                   | 18               | 2                | 0                | 0                | 3                | 61               | 5. místo         |
| 2009    | Formule 1                  | ING Renault F1 Team                   | 17               | 0                | 1                | 2                | 1                | 26               | 9. místo         |
| 2010    | Formule 1                  | Scuderia Ferrari Marlboro             | 19               | 5                | 2                | 5                | 10               | 252              | 2. místo         |
| 2011    | Formule 1                  | Scuderia Ferrari                      | 19               | 1                | 0                | 1                | 10               | 257              | 4. místo         |
| 2012    | Formule 1                  | Scuderia Ferrari                      | 20               | 3                | 2                | 0                | 13               | 278              | 2. místo         |
| 2013    | Formule 1                  | Scuderia Ferrari                      | 19               | 2                | 0                | 2                | 9                | 242              | 2. místo         |
| 2014    | Formule 1                  | Scuderia Ferrari                      | 19               | 0                | 0                | 0                | 2                | 161              | 6. místo         |
| 2015    | Formule 1                  | McLaren Honda                         | 18               | 0                | 0                | 0                | 0                | 11               | 17. místo        |
| 2016    | Formule 1                  | McLaren Honda                         | 20               | 0                | 0                | 1                | 0                | 54               | 10. místo        |
| 2017    | Formule 1                  | McLaren Honda                         | 19               | 0                | 0                | 1                | 0                | 17               | 15. místo        |
| 2017    | IndyCar Series             | McLaren-Honda-Andretti                | 1                | 0                | 0                | 0                | 0                | 47               | 29. místo        |
| 2018    | Formule 1                  | McLaren F1 Team                       | 21               | 0                | 0                | 0                | 0                | 50               | 11. místo        |
| 2018    | 24 hodin Le Mans           | Toyota Gazoo Racing                   | 1                | 1                | 1                | 0                | 1                | —                | 1. místo         |
| 2018    | WeatherTech SportsCar      | United Autosports                     | 1                | 0                | 0                | 0                | 0                | 18               | 58. místo        |
| 2018–19 | FIA World Endurance        | Toyota Gazoo Racing                   | 8                | 5                | 4                | 0                | 7                | 198              | 1. místo         |
| 2019    | WeatherTech SportsCar      | Konica Minolta Cadillac               | 1                | 1                | 0                | 0                | 1                | 35               | 27. místo        |
| 2019    | 24 hodin Le Mans           | Toyota Gazoo Racing                   | 1                | 1                | 0                | 0                | 1                | —                | 1. místo         |
| 2019    | IndyCar Series             | McLaren Racing                        | 0                | 0                | 0                | 0                | 0                | 0                | —                |
| 2020    | Rallye Dakar               | Toyota Gazoo Racing                   | 1                | 0                | —                | —                | 0                | —                | 13. místo        |
| 2020    | IndyCar Series             | Arrow McLaren SP                      | 1                | 0                | 0                | 0                | 0                | 18               | 31. místo        |
| 2021    | Formule 1                  | Alpine F1 Team                        | 22               | 0                | 0                | 0                | 1                | 81               | 10. místo        |
| 2022    | Formule 1                  | BWT Alpine F1 Team                    | 22               | 0                | 0                | 0                | 0                | 81               | 9. místo         |
| 2023    | Formule 1                  | Aston Martin Aramco Cognizant F1 Team | 22               | 0                | 0                | 1                | 8                | 206              | 4. místo         |
| 2024    | Formule 1                  | Aston Martin Aramco F1 Team           | 24               | 0                | 0                | 2                | 0                | 70               | 9. místo         |
| 2025    | Formule 1                  | Aston Martin Aramco F1 Team           | 12               | 0                | 0                | 0                | 0                | 16*              | 14. místo*       |

### Kompletní výsledky ve Formuli 1
| Rok  | Tým                                   | Šasi                | Motor                               | 1       | 2       | 3       | 4       | 5       | 6       | 7       | 8       | 9       | 10      | 11      | 12      | 13      | 14      | 15      | 16      | 17      | 18      | 19      | 20      | 21     | 22      | 23    | 24    | Body | Umístění   |
| ---- | ------------------------------------- | ------------------- | ----------------------------------- | ------- | ------- | ------- | ------- | ------- | ------- | ------- | ------- | ------- | ------- | ------- | ------- | ------- | ------- | ------- | ------- | ------- | ------- | ------- | ------- | ------ | ------- | ----- | ----- | ---- | ---------- |
| 2001 | European Minardi F1                   | Minardi PS01        | European (Cosworth) 3,0 V10         | AUS 12  | MAL 13  | BRA Ret | SMR Ret | ESP 13  | AUT Ret | MON Ret | CAN Ret | EUR 14  | FRA 17  | GBR 16  | GER 10  | HUN Ret | BEL Ret | ITA 13  | USA Ret | JPN 11  |         |         |         |        |         |       |       | 0    | 23. místo  |
|      |                                       |                     |                                     |         |         |         |         |         |         |         |         |         |         |         |         |         |         |         |         |         |         |         |         |        |         |       |       |      |            |
| 2003 | Mild Seven Renault F1 Team            | Renault R23         | Renault RS23 3,0 V10                | AUS 7   | MAL 3   | BRA 3   | SMR 6   | ESP 2   | AUT Ret | MON 5   | CAN 4   | EUR 4   | FRA Ret |         |         |         |         |         |         |         |         |         |         |        |         |       |       | 55   | 6. místo   |
| 2003 | Mild Seven Renault F1 Team            | Renault R23B        | Renault RS23 3,0 V10                |         |         |         |         |         |         |         |         |         |         | GBR Ret | GER 4   | HUN 1   | ITA 8   | USA Ret | JPN Ret |         |         |         |         |        |         |       |       | 55   | 6. místo   |
| 2004 | Mild Seven Renault F1 Team            | Renault R24         | Renault RS24 3,0 V10                | AUS 3   | MAL 7   | BHR 6   | SMR 4   | ESP 4   | MON Ret | EUR 5   | CAN Ret | USA Ret | FRA 2   | GBR 10  | GER 3   | HUN 3   | BEL Ret | ITA Ret | CHN 4   | JPN 5   | BRA 4   |         |         |        |         |       |       | 59   | 4. místo   |
| 2005 | Mild Seven Renault F1 Team            | Renault R25         | Renault RS25 3,0 V10                | AUS 3   | MAL 1   | BHR 1   | SMR 1   | ESP 2   | MON 4   | EUR 1   | CAN Ret | USA DNS | FRA 1   | GBR 2   | GER 1   | HUN 11  | TUR 2   | ITA 2   | BEL 2   | BRA 3   | JPN 3   | CHN 1   |         |        |         |       |       | 133  | 1. místo   |
| 2006 | Mild Seven Renault F1 Team            | Renault R26         | Renault RS26 2,4 V8                 | BHR 1   | MAL 2   | AUS 1   | SMR 2   | EUR 2   | ESP 1   | MON 1   | GBR 1   | CAN 1   | USA 5   | FRA 2   | GER 5   | HUN Ret | TUR 2   | ITA Ret | CHN 2   | JPN 1   | BRA 2   |         |         |        |         |       |       | 134  | 1. místo   |
| 2007 | Vodafone McLaren Mercedes             | McLaren MP4-22      | Mercedes FO 108T 2,4 V8             | AUS 2   | MAL 1   | BHR 5   | ESP 3   | MON 1   | CAN 7   | USA 2   | FRA 7   | GBR 2   | EUR 1   | HUN 4   | TUR 3   | ITA 1   | BEL 3   | JPN Ret | CHN 2   | BRA 3   |         |         |         |        |         |       |       | 109  | 3. místo   |
| 2008 | ING Renault F1 Team                   | Renault R28         | Renault RS27 2,4 V8                 | AUS 4   | MAL 8   | BHR 10  | ESP Ret | TUR 6   | MON 10  | CAN Ret | FRA 8   | GBR 6   | GER 11  | HUN 4   | EUR Ret | BEL 4   | ITA 4   | SIN 1   | JPN 1   | CHN 4   | BRA 2   |         |         |        |         |       |       | 61   | 5. místo   |
| 2009 | ING Renault F1 Team                   | Renault R29         | Renault RS27 2,4 V8                 | AUS 5   | MAL 11  | CHN 9   | BHR 8   | ESP 5   | MON 7   | TUR 10  | GBR 14  | GER 7   | HUN Ret | EUR 6   | BEL Ret | ITA 5   |         |         |         |         |         |         |         |        |         |       |       | 26   | 9. místo   |
| 2009 | Renault F1 Team                       | Renault R29         | Renault RS27 2,4 V8                 |         |         |         |         |         |         |         |         |         |         |         |         |         | SIN 3   | JPN 10  | BRA Ret | ABU 14  |         |         |         |        |         |       |       | 26   | 9. místo   |
| 2010 | Scuderia Ferrari Marlboro             | Ferrari F10         | Ferrari 056 2,4 V8                  | BHR 1   | AUS 4   | MAL 13† | CHN 4   | ESP 2   | MON 6   | TUR 8   | CAN 3   | EUR 8   | GBR 14  | GER 1   | HUN 2   | BEL Ret | ITA 1   | SIN 1   | JPN 3   | KOR 1   | BRA 3   | ABU 7   |         |        |         |       |       | 252  | 2. místo   |
| 2011 | Scuderia Ferrari Marlboro             | Ferrari 150° Italia | Ferrari 056 2,4 V8                  | AUS 4   | MAL 6   | CHN 7   | TUR 3   | ESP 5   | MON 2   | CAN Ret | EUR 2   |         |         |         |         |         |         |         |         |         |         |         |         |        |         |       |       | 257  | 4. místo   |
| 2011 | Scuderia Ferrari                      | Ferrari 150° Italia | Ferrari 056 2,4 V8                  |         |         |         |         |         |         |         | GBR 1   | GER 2   | HUN 3   | BEL 4   | ITA 3   | SIN 4   | JPN 2   | KOR 5   | IND 3   | ABU 2   | BRA 4   |         |         |        |         |       |       | 257  | 4. místo   |
| 2012 | Scuderia Ferrari                      | Ferrari F2012       | Ferrari 056 2,4 V8                  | AUS 5   | MAL 1   | CHN 9   | BHR 7   | ESP 2   | MON 3   | CAN 5   | EUR 1   | GBR 2   | GER 1   | HUN 5   | BEL Ret | ITA 3   | SIN 3   | JPN Ret | KOR 3   | IND 2   | ABU 2   | USA 3   | BRA 2   |        |         |       |       | 278  | 2. místo   |
| 2013 | Scuderia Ferrari                      | Ferrari F138        | Ferrari 056 2,4 V8                  | AUS 2   | MAL Ret | CHN 1   | BHR 8   | ESP 1   | MON 7   | CAN 2   | GBR 3   | GER 4   | HUN 5   | BEL 2   | ITA 2   | SIN 2   | KOR 6   | JPN 4   | IND 11  | ABU 5   | USA 5   | BRA 3   |         |        |         |       |       | 242  | 2. místo   |
| 2014 | Scuderia Ferrari                      | Ferrari F14 T       | Ferrari 059/3 1,6 V6 t              | AUS 4   | MAL 4   | BHR 8   | CHN 3   | ESP 6   | MON 4   | CAN 6   | AUT 5   | GBR 6   | GER 5   | HUN 2   | BEL 7   | ITA Ret | SIN 4   | JPN Ret | RUS 6   | USA 6   | BRA 6   | ABU 9   |         |        |         |       |       | 161  | 6. místo   |
| 2015 | McLaren Honda                         | McLaren MP4-30      | Honda RA615H 1,6 V6 t               | AUS DNS | MAL Ret | CHN 12  | BHR 11  | ESP Ret | MON Ret | CAN Ret | AUT Ret | GBR 10  | HUN 5   | BEL 13  | ITA 18† | SIN Ret | JPN 11  | RUS 11  | USA 11  | MEX Ret | BRA 15  | ABU 17  |         |        |         |       |       | 11   | 17. místo  |
| 2016 | McLaren Honda                         | McLaren MP4-31      | Honda RA616H 1,6 V6 t               | AUS Ret | BHR DNS | CHN 12  | RUS 6   | ESP Ret | MON 5   | CAN 11  | EUR Ret | AUT 18† | GBR 13  | HUN 7   | BEL 12  | BEL 7   | ITA 14  | SIN 7   | MAL 7   | JPN 16  | USA 5   | MEX 13  | BRA 10  | ABU 10 |         |       |       | 54   | 10. místo  |
| 2017 | McLaren Honda                         | McLaren MCL32       | Honda RA617H 1,6 V6 t               | AUS Ret | CHN Ret | BHR 14† | RUS DNS | ESP 12  | MON DNS | CAN 16† | AZE 9   | AUT Ret | GBR Ret | HUN 6   | BEL Ret | ITA 17† | SIN Ret | MAL 11  | JPN 11  | USA Ret | MEX 10  | BRA 8   | ABU 9   |        |         |       |       | 17   | 15. místo  |
| 2018 | McLaren F1 Team                       | McLaren MCL33       | Renault R.E.18 1,6 V6 t             | AUS 5   | BHR 7   | CHN 7   | AZE 7   | ESP 8   | MON Ret | CAN Ret | FRA 16† | AUT 8   | GBR 8   | GER 16† | HUN 8   | BEL Ret | ITA Ret | SIN 7   | RUS 14  | JPN 14  | USA Ret | MEX Ret | BRA 17  | ABU 11 |         |       |       | 50   | 11. místo  |
|      |                                       |                     |                                     |         |         |         |         |         |         |         |         |         |         |         |         |         |         |         |         |         |         |         |         |        |         |       |       |      |            |
| 2021 | Alpine F1 Team                        | Alpine A521         | Renault E-Tech 20B 1,6 V6 t         | BHR Ret | EMI 10  | POR 8   | ESP 17  | MON 13  | AZE 6   | FRA 8   | STY 9   | AUT 10  | GBR 7   | HUN 4   | BEL 11  | NED 6   | ITA 8   | RUS 6   | TUR 16  | USA Ret | MXC 9   | SAP 9   | QAT 3   | SAU 13 | ABU 8   |       |       | 81   | 10. místo  |
| 2022 | BWT Alpine F1 Team                    | Alpine A522         | Renault E-Tech 22 1,6 V6 t          | BHR 9   | SAU Ret | AUS 17  | EMI Ret | MIA 11  | ESP 9   | MON 7   | AZE 7   | CAN 9   | GBR 5   | AUT 10  | FRA 6   | HUN 8   | BEL 5   | NED 6   | ITA Ret | SIN Ret | JPN 7   | USA 7   | MXC Ret | SAP 5  | ABU Ret |       |       | 81   | 9. místo   |
| 2023 | Aston Martin Aramco Cognizant F1 Team | Aston Martin AMR23  | Mercedes M14 E Performance 1,6 V6 t | BHR 3   | SAU 3   | AUS 3   | AZE 4   | MIA 3   | MON 2   | ESP 7   | CAN 2   | AUT 5   | GBR 7   | HUN 9   | BEL 5   | NED 2   | ITA 9   | SIN 15  | JPN 8   | QAT 68  | USA Ret | MXC Ret | SAP 3   | LVG 9  | ABU 7   |       |       | 206  | 4. místo   |
| 2024 | Aston Martin Aramco F1 Team           | Aston Martin AMR24  | Mercedes M15 E Performance 1,6 V6 t | BHR 9   | SAU 5   | AUS 8   | JPN 6   | CHN 7   | MIA 9   | EMI 19  | MON 11  | CAN 6   | ESP 12  | AUT 18  | GBR 8   | HUN 11  | BEL 8   | NED 10  | ITA 11  | AZE 6   | SIN 8   | USA 13  | MXC Ret | SAP 14 | LVG 11  | QAT 7 | ABU 9 | 70   | 9. místo   |
| 2025 | Aston Martin Aramco F1 Team           | Aston Martin AMR25  | Mercedes M16 E Performance 1,6 V6 t | AUS Ret | CHN Ret | JPN 11  | BHR 15  | SAU 11  | MIA 15  | EMI 11  | MON Ret | ESP 9   | CAN 7   | AUT 7   | GBR 9   | BEL 17  | HUN 5   | NED     | ITA     | AZE     | SIN     | USA     | MXC     | SAP    | LVG     | QAT   | ABU   | 26*  | 11. místo* |

#### Vyhrané závody
| #  | Grand Prix                                           | Rok  | Monopost           | Tým                        |
| -- | ---------------------------------------------------- | ---- | ------------------ | -------------------------- |
| 1  | XIX Marlboro Magyar Nagydíj                          | 2003 | Renault R23        | Mild Seven Renault F1 Team |
| 2  | VII Petronas Malaysian Grand Prix                    | 2005 | Renault R25        | Mild Seven Renault F1 Team |
| 3  | II Gulf Air Bahrain Grand Prix                       | 2005 | Renault R25        | Mild Seven Renault F1 Team |
| 4  | XXV Gran Premio Foster's di San Marino               | 2005 | Renault R25        | Mild Seven Renault F1 Team |
| 5  | XIV Formula 1 Grand Prix of Europe                   | 2005 | Renault R25        | Mild Seven Renault F1 Team |
| 6  | 83éme Mobil 1 Grand Prix de France                   | 2005 | Renault R25        | Mild Seven Renault F1 Team |
| 7  | LXVII Großer Mobil 1 Preis von Deutschland           | 2005 | Renault R25        | Mild Seven Renault F1 Team |
| 8  | II Sinopec Chinese Grand Prix                        | 2005 | Renault R25        | Mild Seven Renault F1 Team |
| 9  | III Gulf Air Bahrain Grand Prix                      | 2006 | Renault R26        | Mild Seven Renault F1 Team |
| 10 | LXXI Foster's Australian Grand Prix                  | 2006 | Renault R26        | Mild Seven Renault F1 Team |
| 11 | XLVIII Gran Premio Telefónica de España              | 2006 | Renault R26        | Mild Seven Renault F1 Team |
| 12 | LXIV Grand Prix de Monaco                            | 2006 | Renault R26        | Mild Seven Renault F1 Team |
| 13 | 60. Formula 1 Foster's British Grand Prix            | 2006 | Renault R26        | Mild Seven Renault F1 Team |
| 14 | XLIII Grand Prix du Canada                           | 2006 | Renault R26        | Mild Seven Renault F1 Team |
| 15 | XXXII Fuji Television Japanese Grand Prix            | 2006 | Renault R26        | Mild Seven Renault F1 Team |
| 16 | IX Petronas Malaysian Grand Prix                     | 2007 | McLaren MP4-22     | Vodafone McLaren Mercedes  |
| 17 | LXV Grand Prix de Monaco                             | 2007 | McLaren MP4-22     | Vodafone McLaren Mercedes  |
| 18 | LI Grand Prix of Europe                              | 2007 | McLaren MP4-22     | Vodafone McLaren Mercedes  |
| 19 | LXXVIII Gran Premio Santander d'Italia               | 2007 | McLaren MP4-22     | Vodafone McLaren Mercedes  |
| 20 | IX Formula 1 SingTel Singapore Grand Prix            | 2008 | Renault R28        | ING Renault F1 Team        |
| 21 | XXXIV Fuji Television Japanese Grand Prix            | 2008 | Renault R28        | ING Renault F1 Team        |
| 22 | VII Gulf Air Bahrain Grand Prix                      | 2010 | Ferrari F10        | Scuderia Ferrari Marlboro  |
| 23 | 71. Formula 1 Großer Preis Santander von Deutschland | 2010 | Ferrari F10        | Scuderia Ferrari Marlboro  |
| 24 | LXXXI Gran Premio Santander d'Italia                 | 2010 | Ferrari F10        | Scuderia Ferrari Marlboro  |
| 25 | XI Formula 1 SingTel Singapore Grand Prix            | 2010 | Ferrari F10        | Scuderia Ferrari Marlboro  |
| 26 | 1. Formula 1 Korean Grand Prix                       | 2010 | Ferrari F10        | Scuderia Ferrari Marlboro  |
| 27 | 66th Santander British Grand Prix                    | 2011 | Ferrari 150 Italia | Scuderia Ferrari Marlboro  |
| 28 | XIV Formula 1 Petronas Malaysia Grand Prix           | 2012 | Ferrari F2012      | Scuderia Ferrari           |
| 29 | 22nd Formula 1 Grand Prix of Europe                  | 2012 | Ferrari F2012      | Scuderia Ferrari           |
| 30 | 73. Formula 1 Großer Preis Santander von Deutschland | 2012 | Ferrari F2012      | Scuderia Ferrari           |
| 31 | 10. Formula 1 UBS Chinese Grand Prix                 | 2013 | Ferrari F138       | Scuderia Ferrari           |
| 32 | 54. Formula 1 Gran Premio de España                  | 2013 | Ferrari F138       | Scuderia Ferrari           |

### Další série

#### Indianapolis 500
| Rok  | Šasi    | Motor     | Kvalifikace | Umístění | Tým                    |
| ---- | ------- | --------- | ----------- | -------- | ---------------------- |
| 2017 | Dallara | Honda     | 5           | 24       | McLaren-Honda-Andretti |
| 2019 | Dallara | Chevrolet | DNQ         | DNQ      | McLaren Racing         |
| 2020 | Dallara | Chevrolet | 26          | 21       | Arrow McLaren SP       |

#### 24h Le Mans
| Rok  | Tým                 | Kolegové                         | Vůz                 | Třída | Kola | Celkově  | Třída    |
| ---- | ------------------- | -------------------------------- | ------------------- | ----- | ---- | -------- | -------- |
| 2018 | Toyota Gazoo Racing | Sébastien Buemi Kazuki Nakadžima | Toyota TS050 Hybrid | LMP1  | 388  | 1. místo | 1. místo |
| 2019 | Toyota Gazoo Racing | Sébastien Buemi Kazuki Nakadžima | Toyota TS050 Hybrid | LMP1  | 385  | 1. místo | 1. místo |

#### 24h Daytona
| Rok  | Tým                     | Kolegové                                          | Vůz                   | Třída | Kola | Celkově   | Třída     |
| ---- | ----------------------- | ------------------------------------------------- | --------------------- | ----- | ---- | --------- | --------- |
| 2018 | United Autosports       | Philip Hanson Lando Norris                        | Ligier JS P217-Gibson | P     | 718  | 38. místo | 13. místo |
| 2019 | Konica Minolta Cadillac | Kamui Kobajaši Jordan Taylor Renger van der Zande | Cadillac DPi-V.R      | DPi   | 593  | 1. místo  | 1. místo  |

#### Rallye Dakar
| Rok  | Třída      | Vůz    | Umístění  | Vyhrané zkoušky |
| ---- | ---------- | ------ | --------- | --------------- |
| 2020 | Automobily | Toyota | 13. místo | 0               |